# Stahlsorte
Als Stahlsorte werden die verschiedenen Arten von Stählen bezeichnet. Früher waren auch die Bezeichnungen Stahlmarke oder Stahlqualität üblich. Durch die Angabe der Stahlsorte garantiert der Hersteller bestimmte Eigenschaften, die von der Zusammensetzung und der thermischen Behandlung des Ausgangsmaterials abhängen.
Die Einteilung und Definition der Stahlsorten in Klassen wird in der EN 10020 beschrieben, wobei diese weiter in Hauptgüteklassen untergliedert werden.
Die Bezeichnung von Stählen ist in der EN 10027-1 und 10027-2 festgelegt. Neben der kurzgefassten Klassifizierung nach Werkstoffnummern erhält jeder Stahl noch einen Werkstoffkurznamen, der sich überwiegend nach seiner Einsatzbestimmung richtet. Außerdem ist es üblich, Stahl nach seiner chemischen Zusammensetzung, also seinen Legierungsbestandteilen, zu klassifizieren.

## Begriffsbestimmung nach EN 10020
| Abschnitt | Klasse                 | Definition |
| --------- | ---------------------- | --- |
| 3.2.1     | Unlegierte Stähle      | Unlegierte Stähle sind Stahlsorten, bei denen keiner der Grenzwerte in Tabelle 1 erreicht wird.                                                                                    |
| 3.2.2     | Nichtrostende Stähle   | Nichtrostende Stähle sind Stähle mit einem Massenanteil Chrom von mindestens 10,5 % und höchstens 1,2 % Kohlenstoff.                                                               |
| 3.2.3     | Andere legierte Stähle | Andere legierte Stähle sind Stahlsorten, die nicht der Definition für nichtrostende Stähle entsprechen und bei denen wenigstens einer der Grenzwerte nach Tabelle 1 erreicht wird. |

| festgelegtes Element | festgelegtes Element                                                              | Grenzwert Massenanteil in % |
| -------------------- | --------------------------------------------------------------------------------- | --------------------------- |
| Al                   | Aluminium                                                                         | 0,30                        |
| B                    | Bor                                                                               | 0,0008                      |
| Bi                   | Bismut                                                                            | 0,10                        |
| Co                   | Cobalt                                                                            | 0,30                        |
| Cr                   | Chrom                                                                             | 0,30                        |
| Cu                   | Kupfer                                                                            | 0,40                        |
| La                   | Lanthanide (einzeln gewertet)                                                     | 0,10                        |
| Mn                   | Mangan                                                                            | 1,65a                       |
| Mo                   | Molybdän                                                                          | 0,08                        |
| Nb                   | Niob                                                                              | 0,06                        |
| Ni                   | Nickel                                                                            | 0,30                        |
| Pb                   | Blei                                                                              | 0,40                        |
| Se                   | Selen                                                                             | 0,10                        |
| Si                   | Silicium                                                                          | 0,60                        |
| Te                   | Tellur                                                                            | 0,10                        |
| Ti                   | Titan                                                                             | 0,05                        |
| V                    | Vanadium                                                                          | 0,10                        |
| W                    | Wolfram                                                                           | 0,30                        |
| Zr                   | Zirconium                                                                         | 0,05                        |
|                      | Sonstige (mit Ausnahme von Kohlenstoff, Phosphor, Schwefel, Stickstoff) (jeweils) | 0,10                        |
|                      |                                                                                   |                             |

| Abschnitt | Überschrift                | |
| --- | -------------------------- | --- |
| 4.1 | Unlegierte Stähle          | |
| 4.1.1 | Unlegierte Qualitätsstähle | |
| 4.1.1.1 | Allgemeine Beschreibung    | Unlegierte Qualitätsstähle sind Stahlsorten, für die im Allgemeinen festgelegte Anforderungen wie, zum Beispiel, an die Zähigkeit, Korngröße und / oder Umformbarkeit bestehen. |
| 4.1.1.2 | Definition                 | Unlegierte Qualitätsstähle sind unlegierte Stähle, die anders sind als die in 4.1.2.2 definierten unlegierten Edelstähle. Unlegiertes Elektroblech und -band sind definiert als unlegierte Qualitätsstähle, mit festgelegten Anforderungen an Höchstwerte für den Ummagnetisierungsverlust oder Mindestwerte für die magnetische Induktion, Polarisation oder Permeabilität |
| 4.1.2 | Unlegierte Edelstähle      | |
| 4.1.2.1 | Allgemeine Beschreibung    | Unlegierte Edelstähle haben, insbesondere bezüglich nichtmetallischer Einschlüsse, einen höheren Reinheitsgrad als Qualitätsstähle. In den meisten Fällen sind sie für ein Vergüten oder Oberflächenhärten vorgesehen und durch gleichmäßiges Ansprechen auf eine solche Behandlung gekennzeichnet. Genaue Einstellung der chemischen Zusammensetzung und besondere Sorgfalt im Herstellungs- und Überwachungsprozess stellen verbesserte Eigenschaften zwecks Erfüllung erhöhter Anforderungen sicher. Diese Eigenschaften, die im Allgemeinen in Kombination und in eng eingeschränkten Grenzen auftreten, schließen hohe oder eng eingeschränkte Streckgrenzen- oder Härtbarkeitswerte, manchmal verbunden mit Eignung zum Kaltumformen, Schweißen oder Zähigkeit, ein. |
| 4.1.2.2 | Definition                 | Unlegierte Edelstähle sind Stahlsorten, die einer oder mehreren der nachfolgenden Anforderungen entsprechen: - festgelegter Mindestwert der Kerbschlagarbeit im vergüteten Zustand; - festgelegte Einhärtungstiefe oder Oberflächenhärte im gehärteten, vergüteten oder oberflächengehärteten Zustand; - besonders niedrige Gehalte an nichtmetallischen Einschlüssen festgelegt; ANMERKUNG: Diese Klasse schließt Sorten ein, für welche die Erzeugnisnorm oder Spezifikation solche Begrenzung von Einschlüssen als Vereinbarung bei der Bestellung vorsieht. Jedoch ändern Festlegungen für die Brucheinschnürung senkrecht zur Erzeugnisoberfläche nichts an der Einteilung des ursprünglichen Stahles. - festgelegter Höchstgehalt an Phosphor und Schwefel (z.B. Walzdraht für hochfeste Federn, Elektroden und Reifenkorddraht): - für die Schmelzenanalyse ≤ 0,020 %; - für die Stückanalyse ≤ 0,025 %; - festgelegter Mindestwert der Kerbschlagarbeit an Charpy-V-Proben bei −50 °C von mehr als 27 J für in Längsrichtung entnommene Proben oder mehr als 16 J für in Querrichtung entnommene Proben1); - Kernreaktorstähle mit gleichzeitiger Begrenzung der Gehalte nach der Stückanalyse für folgende Elemente: - Kupfer ≤ 0,10 %, Cobalt ≤ 0,05 %, Vanadium ≤ 0,05 %; - festgelegte elektrische Leitfähigkeit > 9 S·mm / mm2; - ausscheidungshärtende Stähle mit festgelegten Mindestgehalten an Kohlenstoff in der Schmelzenanalyse von 0,25 % oder mehr und einem ferritisch/perlitischen Gefüge, die ein oder mehrere Mikrolegierungselemente wie Niob oder Vanadium in Gehalten unterhalb der Grenzwerte für legierte Stähle enthalten. Das Ausscheidungshärten wird im Allgemeinen durch geregelte Abkühlung von Warmformgebungstemperatur erreicht; - Spannstähle |
| 4.2 | Nichtrostende Stähle       | Nichtrostende Stähle sind nach ihrer chemischen Zusammensetzung in 3.2.2 definiert. Sie werden weiterhin nach folgenden Kriterien unterteilt: - nach dem Nickelgehalt in: Nickel weniger als 2,5 %; Nickel 2,5 % oder mehr; - nach Haupteigenschaften in: korrosionsbeständig; hitzebeständig; warmfest. |
| 4.3 | Andere legierte Stähle     | |
| 4.3.1 | Legierte Qualitätsstähle   | |
| 4.3.1.1 | Allgemeine Beschreibung    | Legierte Qualitätsstähle sind Stahlsorten, für die Anforderungen bezüglich, zum Beispiel, Zähigkeit, Korngröße und / oder Umformbarkeit bestehen. Legierte Qualitätsstähle sind im Allgemeinen nicht zum Vergüten oder Oberflächenhärten vorgesehen. |
| 4.3.1.2 | Definition                 | Leqierte Qualitätsstähle sind in 4.3.1.2.1 bis 4.3.1.2.5 aufgeführt. |
| 4.3.1.2.1 |                            | Schweißgeeignete Feinkornbaustähle, einschließlich Stählen für Druckbehälter und Rohre, die nicht in 4.3.1.2.3 definiert sind und folgende Bedingungen erfüllen: - festgelegte Mindeststreckgrenze < 380 N/mm2 für Dicken ≤ 16 mm; - die Legierungsgehalte nach der Definition in 3.1 sind niedriger als die in Tabelle 2 angegebenen Grenzwerte; - festgelegter Mindestwert der Kerbschlagarbeit an Charpy-V-Kerbproben von ≤ 27 J bei −50° C für in Längsrichtung entnommene Proben oder ≤ 16 J für in Querrichtung entnommene Proben1). |
| 4.3.1.2.2 |                            | Legierte Stähle für Schienen, Spundbohlen und Grubenausbau |
| 4.3.1.2.3 |                            | Legierte Stähle für warm- oder kaltgewalzte Flacherzeugnisse für schwierige Kaltumformungen (siehe Fußnote2)), die kornfeinende Elemente wie Bor, Niob, Titan, Vanadium und / oder enthalten oder Dualphasenstähle (siehe Fußnote3)). |
| 4.3.1.2.4 |                            | Legierte Stähle, in denen Kupfer das einzige festgelegte Legierungselement ist. |
| 4.3.1.2.5 |                            | Legiertes Elektroblech und -band sind Stähle, die hauptsächlich Silicium oder Silicium und Aluminium als Legierungselemente enthalten, um die festgelegten Anforderungen an Höchstwerte für den Ummagnetisierungsverlust oder Mindestwerte für die magnetische Induktion, Polarisation oder Permeabilität zu erfüllen. |
| 4.3.2 | Legierte Edelstähle        | |
| 4.3.2.1 | Allgemeine Beschreibung    | Diese Klasse umfasst Stahlsorten, außer nichtrostenden Stählen, denen durch eine genaue Einstellung ihrer chemischen Zusammensetzung sowie durch besondere Herstell- und Prüfbedingungen verbesserte Eigenschaften verliehen werden, die häufig in Kombination und innerhalb eng eingeschränkter Grenzen festgelegt sind. |
| 4.3.2.2 | Definition                 | Alle anderen legierten Stähle, die nicht durch die in 4.3.1 für legierte Qualitätsstähle gegebene Definitionen ausgenommen sind, sind legierte Edelstähle. Legierte Edelstähle schließen legierte Maschinenbaustähle und legierte Stähle für Druckbehälter, Wälzlagerstähle, Werkzeugstähle, Schnellarbeitsstähle und Stähle mit besonderen physikalischen Eigenschaften wie ferritische Nickelstähle mit kontrolliertem Ausdehnungskoeffizienten oder Stähle mit besonderem elektrischen Widerstand ein. |
| - 1) Falls für −50° C kein Kerbschlagarbeitswert festgelegt ist, ist der zwischen −50° C und −60° C festgelegte Wert zu verwenden. - 2) Außer Stählen für Druckbehälter und Rohre. - 3) Dualphasenstähle haben ein hauptsächlich ferritisches Mikrogefüge mit etwa 10 % bis 35 % Martensit in kleinen vereinzelten Flächen, die gleichmäßig verteilt sind. |                            | |

| festgelegtes Element | festgelegtes Element | Grenzwert Massenanteil in % |
| -------------------- | -------------------- | --------------------------- |
| Cr                   | Chrom                | 0,50                        |
| Cu                   | Kupfer               | 0,50                        |
| Mn                   | Mangan               | 1,80                        |
| Mo                   | Molybdän             | 0,10                        |
| Nb                   | Niob                 | 0,08                        |
| Ni                   | Nickel               | 0,50                        |
| Ti                   | Titan                | 0,12                        |
| V                    | Vanadium             | 0,12                        |
| Zr                   | Zirconium            | 0,12                        |

## Werkstoffkurzname nach EN 10027-1

### Nach ihrem Verwendungszweck und ihren mechanischen oder physikalischen Eigenschaften bezeichnete Stähle

#### Stähle für den Stahlbau
| 1 | 1                                                                              | 2 | 2                             | 2                             | 2              | 2 | 3                      |
| G \| S \| n \| n \| n | G \| S \| n \| n \| n                                                          | an …a | an …a                         | an …a                         | an …a          | an …a | +an +an …a             |
| Hauptsymbole | Hauptsymbole                                                                   | Zusatzsymbole | Zusatzsymbole                 | Zusatzsymbole                 | Zusatzsymbole  | Zusatzsymbole | Zusatzsymbole          |
| Buchstabe | Mechanische Eigenschaften                                                      | Für Stahl | Für Stahl                     | Für Stahl                     | Für Stahl      | Für Stahl | Für Stahlerzeugnisse   |
| Buchstabe | Mechanische Eigenschaften                                                      | Gruppe 1b | Gruppe 1b                     | Gruppe 1b                     | Gruppe 1b      | Gruppe 2c,d | Für Stahlerzeugnisse   |
| --- | ------------------------------------------------------------------------------ | --- | ----------------------------- | ----------------------------- | -------------- | --- | ---------------------- |
| - G = Stahlguss (wenn erforderlich) - S = Stähle für den Stahlbau | nnn = festgelegte Mindeststreckgrenzee in MPaf für den kleinsten Dickenbereich | Kerbschlagarbeit in Joule (J) | Kerbschlagarbeit in Joule (J) | Kerbschlagarbeit in Joule (J) | Prüftemperatur | - C = Mit besonderer Kaltumformbarkeit - D = Für Schmelztauchüberzüge - E = Für Emaillierung - F = Zum Schmieden - H = Hohlprofile - L = Für tiefere Temperaturen - M = Thermomechanisch gewalzt - N = Normalgeglüht oder normalisierend gewalzt - P = Für Spundbohlen - Q = Vergütet - S = Für Schiffsbau - T = Für Rohre - W = Wetterfest - an = Chemische Symbole für vorgeschriebene zusätzliche Elemente, z. B. Cu, falls erforderlich zusammen mit einer einstelligen Zahl, die den mit 10 multiplizierten Mittelwert der vorgeschriebenen Spanne des Gehalts (auf 0,1 % gerundet) des Elementes angibt | Tabellen 16, 17 und 18 |
| - G = Stahlguss (wenn erforderlich) - S = Stähle für den Stahlbau | nnn = festgelegte Mindeststreckgrenzee in MPaf für den kleinsten Dickenbereich | 27 J | 40 J                          | 60 J                          | °C             | - C = Mit besonderer Kaltumformbarkeit - D = Für Schmelztauchüberzüge - E = Für Emaillierung - F = Zum Schmieden - H = Hohlprofile - L = Für tiefere Temperaturen - M = Thermomechanisch gewalzt - N = Normalgeglüht oder normalisierend gewalzt - P = Für Spundbohlen - Q = Vergütet - S = Für Schiffsbau - T = Für Rohre - W = Wetterfest - an = Chemische Symbole für vorgeschriebene zusätzliche Elemente, z. B. Cu, falls erforderlich zusammen mit einer einstelligen Zahl, die den mit 10 multiplizierten Mittelwert der vorgeschriebenen Spanne des Gehalts (auf 0,1 % gerundet) des Elementes angibt | Tabellen 16, 17 und 18 |
| - G = Stahlguss (wenn erforderlich) - S = Stähle für den Stahlbau | nnn = festgelegte Mindeststreckgrenzee in MPaf für den kleinsten Dickenbereich | JR | KR                            | LR                            | +20            | - C = Mit besonderer Kaltumformbarkeit - D = Für Schmelztauchüberzüge - E = Für Emaillierung - F = Zum Schmieden - H = Hohlprofile - L = Für tiefere Temperaturen - M = Thermomechanisch gewalzt - N = Normalgeglüht oder normalisierend gewalzt - P = Für Spundbohlen - Q = Vergütet - S = Für Schiffsbau - T = Für Rohre - W = Wetterfest - an = Chemische Symbole für vorgeschriebene zusätzliche Elemente, z. B. Cu, falls erforderlich zusammen mit einer einstelligen Zahl, die den mit 10 multiplizierten Mittelwert der vorgeschriebenen Spanne des Gehalts (auf 0,1 % gerundet) des Elementes angibt | Tabellen 16, 17 und 18 |
| - G = Stahlguss (wenn erforderlich) - S = Stähle für den Stahlbau | nnn = festgelegte Mindeststreckgrenzee in MPaf für den kleinsten Dickenbereich | J0 | K0                            | L0                            | 0              | - C = Mit besonderer Kaltumformbarkeit - D = Für Schmelztauchüberzüge - E = Für Emaillierung - F = Zum Schmieden - H = Hohlprofile - L = Für tiefere Temperaturen - M = Thermomechanisch gewalzt - N = Normalgeglüht oder normalisierend gewalzt - P = Für Spundbohlen - Q = Vergütet - S = Für Schiffsbau - T = Für Rohre - W = Wetterfest - an = Chemische Symbole für vorgeschriebene zusätzliche Elemente, z. B. Cu, falls erforderlich zusammen mit einer einstelligen Zahl, die den mit 10 multiplizierten Mittelwert der vorgeschriebenen Spanne des Gehalts (auf 0,1 % gerundet) des Elementes angibt | Tabellen 16, 17 und 18 |
| - G = Stahlguss (wenn erforderlich) - S = Stähle für den Stahlbau | nnn = festgelegte Mindeststreckgrenzee in MPaf für den kleinsten Dickenbereich | J2 | K2                            | L2                            | −20            | - C = Mit besonderer Kaltumformbarkeit - D = Für Schmelztauchüberzüge - E = Für Emaillierung - F = Zum Schmieden - H = Hohlprofile - L = Für tiefere Temperaturen - M = Thermomechanisch gewalzt - N = Normalgeglüht oder normalisierend gewalzt - P = Für Spundbohlen - Q = Vergütet - S = Für Schiffsbau - T = Für Rohre - W = Wetterfest - an = Chemische Symbole für vorgeschriebene zusätzliche Elemente, z. B. Cu, falls erforderlich zusammen mit einer einstelligen Zahl, die den mit 10 multiplizierten Mittelwert der vorgeschriebenen Spanne des Gehalts (auf 0,1 % gerundet) des Elementes angibt | Tabellen 16, 17 und 18 |
| - G = Stahlguss (wenn erforderlich) - S = Stähle für den Stahlbau | nnn = festgelegte Mindeststreckgrenzee in MPaf für den kleinsten Dickenbereich | J3 | K3                            | L3                            | −30            | - C = Mit besonderer Kaltumformbarkeit - D = Für Schmelztauchüberzüge - E = Für Emaillierung - F = Zum Schmieden - H = Hohlprofile - L = Für tiefere Temperaturen - M = Thermomechanisch gewalzt - N = Normalgeglüht oder normalisierend gewalzt - P = Für Spundbohlen - Q = Vergütet - S = Für Schiffsbau - T = Für Rohre - W = Wetterfest - an = Chemische Symbole für vorgeschriebene zusätzliche Elemente, z. B. Cu, falls erforderlich zusammen mit einer einstelligen Zahl, die den mit 10 multiplizierten Mittelwert der vorgeschriebenen Spanne des Gehalts (auf 0,1 % gerundet) des Elementes angibt | Tabellen 16, 17 und 18 |
| - G = Stahlguss (wenn erforderlich) - S = Stähle für den Stahlbau | nnn = festgelegte Mindeststreckgrenzee in MPaf für den kleinsten Dickenbereich | J4 | K4                            | L4                            | −40            | - C = Mit besonderer Kaltumformbarkeit - D = Für Schmelztauchüberzüge - E = Für Emaillierung - F = Zum Schmieden - H = Hohlprofile - L = Für tiefere Temperaturen - M = Thermomechanisch gewalzt - N = Normalgeglüht oder normalisierend gewalzt - P = Für Spundbohlen - Q = Vergütet - S = Für Schiffsbau - T = Für Rohre - W = Wetterfest - an = Chemische Symbole für vorgeschriebene zusätzliche Elemente, z. B. Cu, falls erforderlich zusammen mit einer einstelligen Zahl, die den mit 10 multiplizierten Mittelwert der vorgeschriebenen Spanne des Gehalts (auf 0,1 % gerundet) des Elementes angibt | Tabellen 16, 17 und 18 |
| - G = Stahlguss (wenn erforderlich) - S = Stähle für den Stahlbau | nnn = festgelegte Mindeststreckgrenzee in MPaf für den kleinsten Dickenbereich | J5 | K5                            | L5                            | −50            | - C = Mit besonderer Kaltumformbarkeit - D = Für Schmelztauchüberzüge - E = Für Emaillierung - F = Zum Schmieden - H = Hohlprofile - L = Für tiefere Temperaturen - M = Thermomechanisch gewalzt - N = Normalgeglüht oder normalisierend gewalzt - P = Für Spundbohlen - Q = Vergütet - S = Für Schiffsbau - T = Für Rohre - W = Wetterfest - an = Chemische Symbole für vorgeschriebene zusätzliche Elemente, z. B. Cu, falls erforderlich zusammen mit einer einstelligen Zahl, die den mit 10 multiplizierten Mittelwert der vorgeschriebenen Spanne des Gehalts (auf 0,1 % gerundet) des Elementes angibt | Tabellen 16, 17 und 18 |
| - G = Stahlguss (wenn erforderlich) - S = Stähle für den Stahlbau | nnn = festgelegte Mindeststreckgrenzee in MPaf für den kleinsten Dickenbereich | J6 | K6                            | L6                            | −60            | - C = Mit besonderer Kaltumformbarkeit - D = Für Schmelztauchüberzüge - E = Für Emaillierung - F = Zum Schmieden - H = Hohlprofile - L = Für tiefere Temperaturen - M = Thermomechanisch gewalzt - N = Normalgeglüht oder normalisierend gewalzt - P = Für Spundbohlen - Q = Vergütet - S = Für Schiffsbau - T = Für Rohre - W = Wetterfest - an = Chemische Symbole für vorgeschriebene zusätzliche Elemente, z. B. Cu, falls erforderlich zusammen mit einer einstelligen Zahl, die den mit 10 multiplizierten Mittelwert der vorgeschriebenen Spanne des Gehalts (auf 0,1 % gerundet) des Elementes angibt | Tabellen 16, 17 und 18 |
| - G = Stahlguss (wenn erforderlich) - S = Stähle für den Stahlbau | nnn = festgelegte Mindeststreckgrenzee in MPaf für den kleinsten Dickenbereich | - A = Ausscheidungshärtend - M = Thermomechanisch gewalzt - N = Normalgeglüht oder normalisierend gewalzt - Q = Vergütet - G = Andere Merkmale, wenn erforderlich, mit 1 oder 2 Ziffern |                               |                               |                | - C = Mit besonderer Kaltumformbarkeit - D = Für Schmelztauchüberzüge - E = Für Emaillierung - F = Zum Schmieden - H = Hohlprofile - L = Für tiefere Temperaturen - M = Thermomechanisch gewalzt - N = Normalgeglüht oder normalisierend gewalzt - P = Für Spundbohlen - Q = Vergütet - S = Für Schiffsbau - T = Für Rohre - W = Wetterfest - an = Chemische Symbole für vorgeschriebene zusätzliche Elemente, z. B. Cu, falls erforderlich zusammen mit einer einstelligen Zahl, die den mit 10 multiplizierten Mittelwert der vorgeschriebenen Spanne des Gehalts (auf 0,1 % gerundet) des Elementes angibt | Tabellen 16, 17 und 18 |
| Legende - 1 = Hauptsymbole - 2 = Zusatzsymbole für Stähle - 3 = Zusatzsymbole für Stahlerzeugnisse - a n = Ziffer, a = Buchstabe, an = alphanumerisch - b Symbole A, M, N und Q in Gruppe 1 gelten für Feinkornbaustähle - c Zwecks Unterscheidung zwischen zwei Stahlsorten der betreffenden Erzeugnisnorm dürfen, mit Ausnahme der Symbole für chemische Elemente, an die Zusatzsymbole der Gruppe 2 eine oder zwei Ziffern angehängt werden. - d Wenn aus dieser Gruppe zwei Symbole benötigt werden, muss das chemische Symbol an letzter Stelle stehen. - e Unter dem Begriff „Streckgrenze“ ist je nach den Angaben in der betreffenden Erzeugnisnorm die obere oder untere Streckgrenze (ReH) oder (ReL) oder die Dehngrenze bei nichtproportionaler Dehnung (Rp) oder die Dehngrenze bei gesamter Dehnung (Rt) zu verstehen. - f 1 MPa = 1 N/mm2 |                                                                                | |                               |                               |                | |                        |

| Beispiele für Kurznamen für Stähle für den Stahlbau | Beispiele für Kurznamen für Stähle für den Stahlbau |
| Norm                                                | Kurzname nach EN 10027-1                            |
| --------------------------------------------------- | --------------------------------------------------- |
| EN 10025-2                                          | S235JR                                              |
| EN 10025-2                                          | S355JR                                              |
| EN 10025-2                                          | S355J0                                              |
| EN 10025-2                                          | S355J2                                              |
| EN 10025-2                                          | S355K2                                              |
| EN 10025-2                                          | S450J0                                              |
| EN 10025-3                                          | S355N                                               |
| EN 10025-3                                          | S355NL                                              |
| EN 10025-4                                          | S355M                                               |
| EN 10025-4                                          | S355ML                                              |
| EN 10025-5                                          | S235J0W                                             |
| EN 10025-5                                          | S235J2W                                             |
| EN 10025-5                                          | S355J0WP                                            |
| EN 10025-5                                          | S355J2WP                                            |
| EN 10025-5                                          | S355J0W                                             |
| EN 10025-5                                          | S355J2W                                             |
| EN 10025-5                                          | S355K2W                                             |
| EN 10025-6                                          | S460Q                                               |
| EN 10025-6                                          | S460QL                                              |
| EN 10025-6                                          | S460QL1                                             |
| EN 10149-2                                          | S355MC                                              |
| EN 10149-3                                          | S355NC                                              |
| EN 10210-1                                          | S355J2H                                             |
| EN 10248-1                                          | S355GP                                              |
| EN 10346                                            | S350GD                                              |
| EN 10346                                            | S350GD+Z                                            |

| EN 10025 (aktuell) | EN 10025 (alt) | DIN 17100 (alt national) | Bemerkungen |
| ------------------ | -------------- | ------------------------ | --- |
| S235JR+AR          | S235JRG2       | RSt 37-2                 | beruhigter Stahl, Streckgrenze von 235 N/mm² bei kleinster Erzeugnisdicke, Gütegruppe JR, nicht normalisiert (+AR). |
| S355J2+N           | S355J2G3       | St 52-3 N                | beruhigter Stahl, Streckgrenze von 355 N/mm² bei kleinster Erzeugnisdicke, Gütegruppe J2, normalisiert (+N).        |

Nach der inzwischen zurückgezogenen Norm DIN 17100 wurden Baustähle in Deutschland mit St x bezeichnet, wobei x für ein Zehntel des Wertes der Zugfestigkeit in N/mm² stand (bzw. für den Wert der Zugfestigkeit in der damals gebräuchlichen Einheit kp/mm²). Diese Bezeichnung ist im Alltag noch weit verbreitet. Baustähle werden lediglich nach ihren mechanischen Eigenschaften charakterisiert. Ein Stahl mit der gleichen Bezeichnung kann je nach Hersteller und Charge also eine in den Erzeugnisnormen in Grenzen definierte abweichende chemische Zusammensetzung aufweisen.
Die ersten Buchstaben nach der Streckgrenze geben Auskunft über die Kerbschlagarbeit. Die darauf folgenden Buchstaben kennzeichnen weitere mechanische Eigenschaften oder den Einsatzzweck des hergestellten Stahls.
Beispiele:

Die Desoxidationsart bzw. der Sauerstoffanteil des Stahl kann durch folgende Kennungen charakterisiert werden:
- FU: unberuhigt vergossen (enthält viel Restsauerstoff und ausgeprägte Seigerungszonen)
- FN: einfach beruhigt vergossen (unberuhigter Stahl nicht zulässig; enthält also weniger Restsauerstoff)
- FF: doppelt beruhigt (auch vollberuhigt) vergossen (d. h. praktisch der gesamte Sauerstoff ist verschlackt)
- GF: vollberuhigter Stahl mit ausreichendem Gehalt an Elementen zur Bindung des Stickstoffs und mit feinkörnigem Gefüge

Beruhigter Verguss bedeutet, dass dem flüssigen Stahl bei der Überführung von Roheisen zu Rohstahl durch das Linz-Donawitz-Verfahren entweder Silizium oder Aluminium („einfache Beruhigung“) bzw. Silizium und Aluminium („doppelte Beruhigung“) hinzugefügt wird. Der in der Schmelze vorhandene Sauerstoff reagiert mit diesen Metallen und wird verschlackt.
Von „Beruhigung“ des Stahls wird gesprochen, weil die Löslichkeit des Sauerstoffs im flüssigen Eisen während des Abkühlens sinkt und daher beim Abgießen aus der Stahlschmelze blubbernd ausgeschieden wird. Durch das Hinzufügen von Aluminium oder Silizium wird der Ausscheidungsprozess verstärkt, bis der Sauerstoff vollständig abgebunden ist. Nur beruhigter Stahl kann im Stranggussverfahren verarbeitet werden. Durch die kaum oder gar nicht vorhandenen Lufteinschlüsse und die geringe Entmischung in Seigerungszonen hat beruhigt vergossener Stahl bessere mechanische Eigenschaften und eine bessere Schweißeignung.
Bis Oktober 2004 war eine Gütekennzeichnung vorgesehen, die Auskunft über Beruhigung und Wärmebehandlungszustand des Produkts gab: 
- G1: Unberuhigter Stahl. Wird heute kaum noch produziert, da nicht im Stranggussverfahren zu verarbeiten. Kokillenguss ist möglich, aber nicht wirtschaftlich.
- G2: Beruhigter, aber nicht normalisierter Stahl
- G3: Vollberuhigter und normalisierter Stahl
- G4: Wärmebehandlung nach Wahl des Herstellers. Beispielsweise:

In der aktuellen Normung EN 10025-2:2004 sind die Nachsetzzeichen G1, G2, G3 und G4 entfallen.
Mikrolegierten Stählen bzw. Feinkornbaustählen werden 0,01 bis 0,1 Massenprozent an Aluminium, Niob, Vanadium und/oder Titan zugesetzt, um etwa über Bildung von Karbiden und Nitriden und Kornfeinung eine hohe Festigkeit zu erreichen. Ihre Kurznamen bauen ebenso wie die Bezeichnungen der Baustähle auf der Mindeststreckgrenze auf.
Beispiel für Feinkornbaustahl mit der Werkstoffnummer 1.0545:
- aktuelle Bezeichnung nach EN 10025-3, zwischenzeitlich nach EN 10113-2: SxN, Beispiel: S355N
- alte Bezeichnung nach DIN 17102: StE x mit x = der Mindestelastizitätsgrenze in N/mm², Beispiel: StE 355

Die Legierungselemente lösen sich bei Erwärmung auf Umformtemperatur teilweise. Sie bilden bei gezielter Abkühlung Karbide mit Kohlenstoff und Nitride mit Stickstoff. Diese sind im Ferrit und im Ferrit des Perlits fein verteilt. Dadurch entsteht eine sogenannte Ausscheidungshärtung, die in diesem Fall eine höhere Festigkeit bewirkt. Eine weitere Steigerung der Festigkeit wird durch die Normalglühbehandlung erzielt, wobei die resultierende Kornfeinung durch die Mikrolegierungselemnte, welche das Kornwachstum hemmen, verbessert wird. Bei dieser Festigkeitssteigerung wird die Zähigkeit nicht herabgesetzt.

#### Stähle für Druckbehälter
| 1 | 1                                                                              | 2 | 2                                                                                             | 3                      |
| G \| P \| n \| n \| n | G \| P \| n \| n \| n                                                          | an …a | an …a                                                                                         | +an +an …a             |
| Hauptsymbole | Hauptsymbole                                                                   | Zusatzsymbole | Zusatzsymbole                                                                                 | Zusatzsymbole          |
| Buchstabe | Mechanische Eigenschaften                                                      | Für Stahl | Für Stahl                                                                                     | Für Stahlerzeugnisse   |
| Buchstabe | Mechanische Eigenschaften                                                      | Gruppe 1b | Gruppe 2c                                                                                     | Für Stahlerzeugnisse   |
| --- | ------------------------------------------------------------------------------ | --- | --------------------------------------------------------------------------------------------- | ---------------------- |
| - G = Stahlguss (wenn erforderlich) - P = Stähle für Druckbehälter | nnn = festgelegte Mindeststreckgrenzed in MPae für den kleinsten Dickenbereich | - B= Gasflaschen - M = Thermomechanisch gewalzt - N = Normalgeglüht oder normalisierend gewalzt - Q = Vergütet - S = einfache Druckbehälter - T = Rohre - G = Andere Merkmale, wenn erforderlich, mit 1 oder 2 nachfolgenden Ziffern | - H = Hochtemperatur - L = Tieftemperatur - R = Raumtemperatur - X = Hoch- und Tieftemperatur | Tabellen 16, 17 und 18 |
| Legende - 1 = Hauptsymbole - 2 = Zusatzsymbole für Stähle - 3 = Zusatzsymbole für Stahlerzeugnisse - a n = Ziffer, a = Buchstabe, an = alphanumerisch - b Symbole M, N und Q in Gruppe 1 gelten für Feinkornbaustähle - c Zwecks Unterscheidung zwischen zwei Stahlsorten der betreffenden Erzeugnisnorm dürfen, mit Ausnahme der Symbole für chemische Elemente, an die Zusatzsymbole der Gruppe 2 eine oder zwei Ziffern angehängt werden. - d Unter dem Begriff „Streckgrenze“ ist je nach den Angaben in der betreffenden Erzeugnisnorm die obere oder untere Streckgrenze (ReH) oder (ReL) oder die Dehngrenze bei nichtproportionaler Dehnung (Rp) oder die Dehngrenze bei gesamter Dehnung (Rt) zu verstehen. - e 1 MPa = 1 N/mm2 |                                                                                | |                                                                                               |                        |

| Beispiele für Kurznamen für Stähle für Druckbehälter | Beispiele für Kurznamen für Stähle für Druckbehälter |
| Norm                                                 | Kurzname nach EN 10027-1                             |
| ---------------------------------------------------- | ---------------------------------------------------- |
| EN 10028-2                                           | P265GH                                               |
| EN 10028-3                                           | P355NH                                               |
| EN 10028-5                                           | P355M                                                |
| EN 10028-5                                           | P355ML1                                              |
| EN 10028-6                                           | P355Q                                                |
| EN 10028-6                                           | P355QH                                               |
| EN 10028-6                                           | P355QL1                                              |
| EN 10120                                             | P265NB                                               |
| EN 10207                                             | P265S                                                |
| EN 10213                                             | GP240GR                                              |
| EN 10213                                             | GP240GH                                              |

#### Stähle für Leitungsrohre
| 1 | 1                                                                              | 2 | 2 | 3                      |
| L \| n \| n \| n | L \| n \| n \| n                                                               | an …a | an …a | +an +an …a             |
| Hauptsymbole | Hauptsymbole                                                                   | Zusatzsymbole | Zusatzsymbole | Zusatzsymbole          |
| Buchstabe | Mechanische Eigenschaften                                                      | Für Stahl | Für Stahl | Für Stahlerzeugnisse   |
| Buchstabe | Mechanische Eigenschaften                                                      | Gruppe 1b | Gruppe 2 | Für Stahlerzeugnisse   |
| --- | ------------------------------------------------------------------------------ | --- | --- | ---------------------- |
| - L = Stähle für Leitungsrohre | nnn = festgelegte Mindeststreckgrenzec in MPad für den kleinsten Dickenbereich | - M = Thermomechanisch gewalzt - N = Normalgeglüht oder normalisierend gewalzt - Q = Vergütet - G = Andere Merkmale, wenn erforderlich, mit 1 oder 2 nachfolgenden Ziffern | - A = Anforderungsklassen, falls erforderlich, mit einer nachfolgenden Ziffer - S = Saure Einsatzbedingung - O = Offshore-Einsatz - E = Erdgasdurchleitung im europäischen Offshore-Einsatz | Tabellen 16, 17 und 18 |
| Legende - 1 = Hauptsymbole - 2 = Zusatzsymbole für Stähle - 3 = Zusatzsymbole für Stahlerzeugnisse - a n = Ziffer, a = Buchstabe, an = alphanumerisch - b Symbole M, N und Q in Gruppe 1 gelten für Feinkornbaustähle - c Unter dem Begriff „Streckgrenze“ ist je nach den Angaben in der betreffenden Erzeugnisnorm die obere oder untere Streckgrenze (ReH) oder (ReL) oder die Dehngrenze bei nichtproportionaler Dehnung (Rp) oder die Dehngrenze bei gesamter Dehnung (Rt) zu verstehen. - d 1 MPa = 1 N/mm2 |                                                                                | | |                        |

| Beispiele für Kurznamen für Stähle für Leitungsrohre | Beispiele für Kurznamen für Stähle für Leitungsrohre |
| Norm                                                 | Kurzname nach EN 10027-1                             |
| ---------------------------------------------------- | ---------------------------------------------------- |
| EN ISO 3183                                          | L360                                                 |
| EN ISO 3183                                          | L360N                                                |
| EN ISO 3183                                          | L360Q                                                |
| EN ISO 3183                                          | L360M                                                |

Anforderungsklassen:
- A = Stahlrohre für Leitungen < 16 bar
- B = Stahlrohre für Leitungen > 16 bar
- C = Stahlrohre für außergewöhnliche Belastungen

#### Maschinenbaustähle
| 1 | 1                                                                              | 2 | 2                            | 3                    |
| G \| E \| n \| n \| n | G \| E \| n \| n \| n                                                          | an …a | an …a                        | +an +an …a           |
| Hauptsymbole | Hauptsymbole                                                                   | Zusatzsymbole | Zusatzsymbole                | Zusatzsymbole        |
| Buchstabe | Mechanische Eigenschaften                                                      | Für Stahl | Für Stahl                    | Für Stahlerzeugnisse |
| Buchstabe | Mechanische Eigenschaften                                                      | Gruppe 1 | Gruppe 2                     | Für Stahlerzeugnisse |
| --- | ------------------------------------------------------------------------------ | --- | ---------------------------- | -------------------- |
| - G = Stahlguss (wenn erforderlich) - E = Maschinenbaustähle | nnn = festgelegte Mindeststreckgrenzeb in MPac für den kleinsten Dickenbereich | - G = Andere Merkmale, wenn erforderlich, mit 1 oder 2 nachfolgenden Ziffern oder falls Kerbschlageigenschaften festgelegt sind, entsprechend den Regeln nach Tabelle 1, Gruppe 1 | - C = Eignung zum Kaltziehen | Tabelle 18           |
| Legende - 1 = Hauptsymbole - 2 = Zusatzsymbole für Stähle - 3 = Zusatzsymbole für Stahlerzeugnisse - a n = Ziffer, a = Buchstabe, an = alphanumerisch - b Unter dem Begriff „Streckgrenze“ ist je nach den Angaben in der betreffenden Erzeugnisnorm die obere oder untere Streckgrenze (ReH) oder (ReL) oder die Dehngrenze bei nichtproportionaler Dehnung (Rp) oder die Dehngrenze bei gesamter Dehnung (Rt) zu verstehen. - c 1 MPa = 1 N/mm2 |                                                                                | |                              |                      |

| Beispiele für Kurznamen für Maschinenbaustähle | Beispiele für Kurznamen für Maschinenbaustähle |
| Norm                                           | Kurzname nach EN 10027-1                       |
| ---------------------------------------------- | ---------------------------------------------- |
| EN 10025-2                                     | E295                                           |
| EN 10025-2                                     | E295C                                          |
| EN 10025-2                                     | E335                                           |
| EN 10025-2                                     | E360                                           |
| EN 10293                                       | GE240                                          |
| EN 10296-1                                     | E355K2                                         |

#### Betonstähle
| 1 | 1                                                                              | 2                                                                                          | 2             | 3                    |
| B \| n \| n \| n | B \| n \| n \| n                                                               | an …a                                                                                      | an …a         | +an +an …a           |
| Hauptsymbole | Hauptsymbole                                                                   | Zusatzsymbole                                                                              | Zusatzsymbole | Zusatzsymbole        |
| Buchstabe | Mechanische Eigenschaften                                                      | Für Stahl                                                                                  | Für Stahl     | Für Stahlerzeugnisse |
| Buchstabe | Mechanische Eigenschaften                                                      | Gruppe 1                                                                                   | Gruppe 2      | Für Stahlerzeugnisse |
| --- | ------------------------------------------------------------------------------ | ------------------------------------------------------------------------------------------ | ------------- | -------------------- |
| - B = Betonstähle | nnn = festgelegte Mindeststreckgrenzeb in MPac für den kleinsten Dickenbereich | - A = Duktilitätsklasse, falls erforderlich, mit einer oder zwei nachfolgenden Kennziffern | -             | Tabelle 18           |
| Legende - 1 = Hauptsymbole - 2 = Zusatzsymbole für Stähle - 3 = Zusatzsymbole für Stahlerzeugnisse - a n = Ziffer, a = Buchstabe, an = alphanumerisch - b Unter dem Begriff „Streckgrenze“ ist je nach den Angaben in der betreffenden Erzeugnisnorm die obere oder untere Streckgrenze (ReH) oder (ReL) oder die Dehngrenze bei nichtproportionaler Dehnung (Rp) oder die Dehngrenze bei gesamter Dehnung (Rt) zu verstehen. - c 1 MPa = 1 N/mm2 |                                                                                |                                                                                            |               |                      |

| Beispiele für Kurznamen für Betonstähle | Beispiele für Kurznamen für Betonstähle |
| Norm                                    | Kurzname nach EN 10027-1                |
| --------------------------------------- | --------------------------------------- |
| nicht genormt                           | B500A                                   |

#### Spannstähle
| 1 | 1                                              | 2 | 2             | 3                    |
| Y \| n \| n \| n \| n | Y \| n \| n \| n \| n                          | an …a | an …a         | +an +an …a           |
| Hauptsymbole | Hauptsymbole                                   | Zusatzsymbole | Zusatzsymbole | Zusatzsymbole        |
| Buchstabe | Mechanische Eigenschaften                      | Für Stahl | Für Stahl     | Für Stahlerzeugnisse |
| Buchstabe | Mechanische Eigenschaften                      | Gruppe 1b | Gruppe 2      | Für Stahlerzeugnisse |
| --- | ---------------------------------------------- | --- | ------------- | -------------------- |
| - Y = Spannstähle | nnn = Nennwertc für Zugfestigkeit (Rm) im MPad | - C = Kaltgezogener Draht - H = Warmgewalzte Stäbe oder warmgewalzte und behandelte Stäbe - Q = Vergüteter Draht - S = Litze - G = Andere Merkmale, wenn erforderlich, mit 1 oder 2 nachfolgenden Ziffern | -             | Tabelle 18           |
| Legende - 1 = Hauptsymbole - 2 = Zusatzsymbole für Stähle - 3 = Zusatzsymbole für Stahlerzeugnisse - a n = Ziffer, a = Buchstabe, an = alphanumerisch - b Zwecks Unterscheidung zwischen zwei Stahlsorten der betreffenden Erzeugnisnorm dürfen an die Zusatzsymbole der Gruppe 1 eine oder zwei Ziffern angehängt werden. - c Bei dreistelligen Angaben für die Zugfestigkeit ist eine Null voranzusetzen. - d 1 MPa = 1 N/mm2 |                                                | |               |                      |

| Beispiele für Kurznamen für Spannstähle | Beispiele für Kurznamen für Spannstähle |
| Norm                                    | Kurzname nach EN 10027-1                |
| --------------------------------------- | --------------------------------------- |
| FprEN 10138-2                           | Y1770C                                  |
| FprEN 10138-3                           | Y1770S7                                 |
| FprEN 10138-4                           | Y1230H                                  |

#### Stähle für oder in Form von Schienen
| 1 | 1                                                 | 2 | 2                                                                           | 3                    |
| R \| n \| n \| n \| n | R \| n \| n \| n \| n                             | an …a | an …a                                                                       | +an +an …a           |
| Hauptsymbole | Hauptsymbole                                      | Zusatzsymbole | Zusatzsymbole                                                               | Zusatzsymbole        |
| Buchstabe | Mechanische Eigenschaften                         | Für Stahl | Für Stahl                                                                   | Für Stahlerzeugnisse |
| Buchstabe | Mechanische Eigenschaften                         | Gruppe 1 | Gruppe 2                                                                    | Für Stahlerzeugnisse |
| --- | ------------------------------------------------- | --- | --------------------------------------------------------------------------- | -------------------- |
| - R = Stähle für oder in Form von Schienen | nnn = festgelegte Mindesthärte nach Brinell (HBW) | - Cr = Chrom-legiert - Mn = Hoher Mn-Gehalt - an = Chemische Symbole für vorgeschriebene zusätzliche Elemente, z. B. Cu, falls erforderlich, zusammen mit einer einstelligen Zahl, die den mit 10 multiplizieren Wert Mittelwert der vorgeschriebenen Spanne des Gehalts (auf 0,1 % gerundet) des Elementes angibt. - G = Andere Merkmale, wenn erforderlich, mit 1 oder 2 nachfolgenden Ziffern | - HT = Wärmebehandelt - LHT = Niedriglegiert, wärmebehandelt - Q = Vergütet | -                    |
| Legende - 1 = Hauptsymbole - 2 = Zusatzsymbole für Stähle - 3 = Zusatzsymbole für Stahlerzeugnisse - a n = Ziffer, a = Buchstabe, an = alphanumerisch |                                                   | |                                                                             |                      |

| Beispiele für Kurznamen für Stähle für Schienen | Beispiele für Kurznamen für Stähle für Schienen |
| Norm                                            | Kurzname nach EN 10027-1                        |
| ----------------------------------------------- | ----------------------------------------------- |
| EN 13674-1                                      | R320Cr                                          |

#### Flacherzeugnisse zum Kaltumformen
| 1 | 1 | 2 | 2             | 3                    |
| D \| a \| n \| n | D \| a \| n \| n | an …a | an …a         | +an +an …a           |
| Hauptsymbole | Hauptsymbole | Zusatzsymbole | Zusatzsymbole | Zusatzsymbole        |
| Buchstabe | Mechanische Eigenschaften | Für Stahl | Für Stahl     | Für Stahlerzeugnisse |
| Buchstabe | Mechanische Eigenschaften | Gruppe 1b | Gruppe 2      | Für Stahlerzeugnisse |
| --- | --- | --- | ------------- | -------------------- |
| - D = Flacherzeugnisse zum Flachumformen | - Cnn = Kaltgewalzt, gefolgt von zwei Symbolenc - Dnn = Warmgewalzt, bestimmt für unmittelbare Kaltumformung, gefolgt von 2 Symbolenc - Xnn = Art des Walzens (warm oder kalt) nicht vorgeschrieben, gefolgt von 2 Symbolenc | - D = Für Schmelztauchüberzüge - ED = Für Direktemaillierung - EK = Für konventionelle Emaillierung - H = Für Hohlprofile - T = Für Rohre - an = Chemische Symbole für vorgeschriebene zusätzliche Elemente, z. B. Cu, falls erforderlich, zusammen mit einer einstelligen Zahl, die den mit 10 multiplizieren Wert Mittelwert der vorgeschriebenen Spanne des Gehalts (auf 0,1 % gerundet) des Elementes angibt. - G = Andere Merkmale, wenn erforderlich, mit 1 oder 2 nachfolgenden Ziffern | -             | Tabellen 17 und 18   |
| Legende - 1 = Hauptsymbole - 2 = Zusatzsymbole für Stähle - 3 = Zusatzsymbole für Stahlerzeugnisse - a n = Ziffer, a = Buchstabe, an = alphanumerisch - b Zwecks Unterscheidung zwischen zwei Stahlsorten der betreffenden Erzeugnisnorm dürfen, mit Ausnahme der Symbole für chemische Elemente, an die Zusatzsymbole der Gruppe 1 eine oder zwei Ziffern angehängt werden. - c Diese Symbole werden von der verantwortlichen Stelle zur Charakterisierung des Stahles zugeordnet. | | |               |                      |

| Beispiele für Kurznamen für Flacherzeugnisse zum Kaltumformen | Beispiele für Kurznamen für Flacherzeugnisse zum Kaltumformen |
| Norm                                                          | Kurzname nach EN 10027-1                                      |
| ------------------------------------------------------------- | ------------------------------------------------------------- |
| EN 10111                                                      | DD14                                                          |
| EN 10130                                                      | DC04                                                          |
| EN 10152                                                      | DC03+ZE                                                       |
| EN 10209                                                      | DC04EK                                                        |
| EN 10346                                                      | DX51D+Z                                                       |

#### Flacherzeugnisse aus höherfesten Stählen zum Kaltumformen
| 1 | 1 | 2 | 2                              | 3                    |
| H \| a \| n \| n \| n | H \| a \| n \| n \| n | an …a | an …a                          | + an +an …a          |
| H \| a \| T \| n \| n \| n \| (n) | H \| a \| T \| n \| n \| n \| (n) | an …a | an …a                          | + an +an …a          |
| Hauptsymbole | Hauptsymbole | Zusatzsymbole | Zusatzsymbole                  | Zusatzsymbole        |
| Buchstabe | Mechanische Eigenschaften | Für Stahl | Für Stahl                      | Für Stahlerzeugnisse |
| Buchstabe | Mechanische Eigenschaften | Gruppe 1b | Gruppe 2b                      | Für Stahlerzeugnisse |
| --- | --- | --- | ------------------------------ | -------------------- |
| - H = Flacherzeugnisse aus höherfesten Stählen zum Flachumformen | - Cnnn = Kaltgewalzt, gefolgt von der festgelegten Mindeststreckgrenzec in MPad - Dnnn = Warmgewalzt, bestimmt für unmittelbare Kaltumformung, gefolgt von der festgelegten Mindeststreckgrenzec in MPad - Xnnn = Art des Walzens (warm oder kalt) nicht vorgeschrieben, gefolgt von der festgelegten Mindeststreckgrenzec in MPad - CTnnn(n) = Kaltgewalzt, gefolgt von der festgelegten Mindestzugfestigkeit in MPad - DTnnn(n) = Warmgewalzt, bestimmt für unmittelbare Kaltumformung, gefolgt von der festgelegten Mindestzugfestigkeit in MPad - XTnnn(n) = Art des Walzens (warm oder kalt) nicht vorgeschrieben, gefolgt von der festgelegten Mindestzugfestigkeit in MPad | - B = Bake hardening - C = Komplexphase - F = Ferritisch-bainitisch - I = Isotroper Stahl - LA = Niedriglegiert / Mikrolegiert - MP = Mehrphase - MS = Martensitisch - T = TRIP-Stahl (Transformation Induced Plasticity) - X = Dualphase - Y = Interstitialfree steel (IF-Stahl) - G = Andere Merkmale, wenn erforderlich, mit 1 oder 2 nachfolgenden Ziffern | - D = Für Schmelztauchüberzüge | Tabelle 17           |
| Legende - 1 = Hauptsymbole - 2 = Zusatzsymbole für Stähle - 3 = Zusatzsymbole für Stahlerzeugnisse - a n = Ziffer, a = Buchstabe, an = alphanumerisch - b Zwecks Unterscheidung zwischen zwei Stahlsorten der betreffenden Erzeugnisnorm dürfen an die Zusatzsymbole der Gruppe 1 eine oder zwei Ziffern angehängt werden. - c Unter dem Begriff „Streckgrenze“ ist je nach den Angaben in der betreffenden Erzeugnisnorm die obere oder untere Streckgrenze (ReH) oder (ReL) oder die Dehngrenze bei nichtproportionaler Dehnung (Rp) oder die Dehngrenze bei gesamter Dehnung (Rt) zu verstehen. - d 1 MPa = 1 N/mm2 | | |                                |                      |

| Beispiele für Kurznamen für Flacherzeugnisse aus höherfesten Stählen zum Kaltumformen | Beispiele für Kurznamen für Flacherzeugnisse aus höherfesten Stählen zum Kaltumformen |
| Norm                                                                                  | Kurzname nach EN 10027-1                                                              |
| ------------------------------------------------------------------------------------- | ------------------------------------------------------------------------------------- |
| EN 10268                                                                              | HC420LA                                                                               |
| EN 10346                                                                              | HCT450X                                                                               |

#### Verpackungsblech und -band
| 1 | 1 | 2             | 2             | 3                                                         |
| T \| H \| n \| n \| n | T \| H \| n \| n \| n |               |               | + an +an …a                                               |
| T \| S \| n \| n \| n | T \| S \| n \| n \| n |               |               | + an +an …a                                               |
| Hauptsymbole | Hauptsymbole | Zusatzsymbole | Zusatzsymbole | Zusatzsymbole                                             |
| Buchstabe | Mechanische Eigenschaften | Für Stahl     | Für Stahl     | Für Stahlerzeugnisse                                      |
| Buchstabe | Mechanische Eigenschaften | Gruppe 1b     | Gruppe 2b     | Für Stahlerzeugnisse                                      |
| --- | --- | ------------- | ------------- | --------------------------------------------------------- |
| - T = Verpackungsblech und -band | - Hnnn = Nennstreckgrenze (Re) in MPab für kontinuierlich geglühte Sorten - Snnn = Nennstreckgrenze (Re) in MPab für losweise geglühte Sorten | -             | -             | Tabellen 17 und 18                                        |
| - T = Verpackungsblech und -band | - Hnnn = Nennstreckgrenze (Re) in MPab für kontinuierlich geglühte Sorten - Snnn = Nennstreckgrenze (Re) in MPab für losweise geglühte Sorten | -             | -             | ANMERKUNG: Für Feinstblech sind keine Symbole vorgesehen. |
| Legende - 1 = Hauptsymbole - 2 = Zusatzsymbole für Stähle - 3 = Zusatzsymbole für Stahlerzeugnisse - a n = Ziffer, a = Buchstabe, an = alphanumerisch - b 1 MPa = 1 N/mm2 | |               |               |                                                           |

| Beispiele für Kurznamen für Verpackungsblech und -band | Beispiele für Kurznamen für Verpackungsblech und -band |
| Norm                                                   | Kurzname nach EN 10027-1                               |
| ------------------------------------------------------ | ------------------------------------------------------ |
| EN 10202                                               | TH550                                                  |
| EN 10202                                               | TS550                                                  |

#### Elektroblech und -band
| 1 | 1 | 2 |               |
| M \| n \| n \| n \| n \| - \| n \| n \| aa | M \| n \| n \| n \| n \| - \| n \| n \| aa | |               |
| Hauptsymbole | Hauptsymbole | Hauptsymbole | Zusatzsymbole |
| Buchstabe | Eigenschaften | Art des Erzeugnisses | Zusatzsymbole |
| --- | --- | --- | ------------- |
| - M = Elektroblech und -band | - nnn(n) = Höchstzulässiger Ummagnetisierungsverlust inW/kg × 100 - nn = 100 × Nenndicke in mm Beide Angaben werden durch einen Bindestrich getrennt. | Für eine magnetische Polarisation bei 50 Hz von 1,5 Tesla: - A = Nicht kornorientiert - K = Elektroblech und -band aus unlegiertem und legiertem Stahl im nicht schlussgeglühten Zustand Für eine magnetische Polarisation bei 50 Hz von 1,7 Tesla: - P = Kornorientiert, mit hoher Permeabilität - S = Konventionell kornorientiert | -             |
| Legende - 1 = Hauptsymbole - 2 = Zusatzsymbole für Stähle - 3 = Zusatzsymbole für Stahlerzeugnisse - a n = Ziffer, a = Buchstabe, an = alphanumerisch | | |               |

| Beispiele für Kurznamen für Elektroblech und -band | Beispiele für Kurznamen für Elektroblech und -band |
| Norm                                               | Kurzname nach EN 10027-1                           |
| -------------------------------------------------- | -------------------------------------------------- |
| EN 10106                                           | M400-50A                                           |
| EN 10107                                           | M140-30S                                           |
| EN 10341                                           | M390-50K                                           |

### Nach ihrer chemischen Zusammensetzung bezeichnete Stähle

#### Unlegierte Stähle mit mittlerem Mn-Gehalt < 1% (ausgenommen Automatenstähle)
| 1 | 1 | 2 | 2 | 3                    |
| G \| C \| n \| n \| n | G \| C \| n \| n \| n | an …a | an …a | +an +an …a           |
| Hauptsymbole | Hauptsymbole | Zusatzsymbole | Zusatzsymbole | Zusatzsymbole        |
| Buchstabe | Kohlenstoffgehaltb | Für Stahl | Für Stahl | Für Stahlerzeugnisse |
| Buchstabe | Kohlenstoffgehaltb | Gruppe 1c,d | Gruppe 2 | Für Stahlerzeugnisse |
| --- | --- | --- | --- | -------------------- |
| - G = Stahlguss (wenn erforderlich) - C = Kohlenstoff | nnn = 100 × mittlerer prozentualer C-Gehalt des vorgeschriebenen Bereiches. Wenn kein Bereich für den Kohlenstoffgehalt angegeben ist, muss die verantwortliche Stelle von einem passenden repräsentativen Wert ausgehen. | - C = Zum Kaltumformen, z. B. Kaltstauchen, Kaltfließpressen - D = Zum Drahtziehen - E = vorgeschriebener max. S-Gehalt - R = Vorgeschriebener Bereich des S-Gehalts - S = Für Federn - U = Für Werkzeuge - W = Für Schweißdraht - G = Andere Merkmale, wenn erforderlich, mit 1 oder 2 nachfolgenden Ziffern | - an = Chemische Symbole für vorgeschriebene zusätzliche Elemente, z. B. Cu, falls erforderlich zusammen mit einer einstelligen Zahl, die den mit 10 multiplizierten Mittelwert der vorgeschriebenen Spanne des Gehalts (auf 0,1 % gerundet) des Elementes angibt | Tabelle 18           |
| Legende - 1 = Hauptsymbole - 2 = Zusatzsymbole für Stähle - 3 = Zusatzsymbole für Stahlerzeugnisse - a n = Ziffer, a = Buchstabe, an = alphanumerisch - b Zwecks Unterscheidung zwischen zwei Stahlsorten mit ähnlicher chemischer Zusammensetzung darf die Kennzahl für den Kohlenstoffgehalt um 1 erhöht werden. - c Den Symbolen aus Gruppe 1, außer E und R, dürfen eine oder zwei Ziffern angehängt werden zwecks Unterscheidung von zwei Stahlsorten der betreffenden Erzeugnisnorm. - d Den Symbolen E und R der Gruppe 1 darf eine Ziffer angehängt werden, die den mit 100 multiplizierten, zuvor auf 0,01 % gerundetem höchstzulässigen bzw. mittleren Schwefelgehalt darstellt. | | | |                      |

| Beispiele für Kurznamen für unlegierte Stähle mit mittlerem Mn-Gehalt < 1 % | Beispiele für Kurznamen für unlegierte Stähle mit mittlerem Mn-Gehalt < 1 % |
| Norm                                                                        | Kurzname nach EN 10027-1                                                    |
| --------------------------------------------------------------------------- | --------------------------------------------------------------------------- |
| EN ISO 16120-2                                                              | C20D                                                                        |
| EN ISO 16120-3                                                              | C2D1                                                                        |
| EN ISO 16120-4                                                              | C20D2                                                                       |
| EN 10083-2                                                                  | C35                                                                         |
| EN 10083-2                                                                  | C35E                                                                        |
| EN 10083-2                                                                  | C35R                                                                        |
| EN 10132-4                                                                  | C85S                                                                        |
| EN 10263-2                                                                  | C8C                                                                         |

#### Unlegierte Stähle mit mittlerem Mn-Gehalt von ≥ 1%, unlegierte Automatenstähle, sowie legierte Stähle(ausgenommen Schnellarbeitsstähle)
| 1 | 1 | 1 | 1 | 2             | 2             | 3                    |
| G \| n \| n \| n \| a … \| n-n … | G \| n \| n \| n \| a … \| n-n … | G \| n \| n \| n \| a … \| n-n … | G \| n \| n \| n \| a … \| n-n … | an …a         | an …a         | +an +an …a           |
| Hauptsymbole | Hauptsymbole | Hauptsymbole | Hauptsymbole | Zusatzsymbole | Zusatzsymbole | Zusatzsymbole        |
| Buchstabe | Kohlenstoffgehaltb | Legierungselemente | Legierungselemente | Für Stahl     | Für Stahl     | Für Stahlerzeugnisse |
| Buchstabe | Kohlenstoffgehaltb | Legierungselemente | Legierungselemente | Gruppe 1      | Gruppe 2      | Für Stahlerzeugnisse |
| --- | --- | --- | --- | ------------- | ------------- | -------------------- |
| - G = Stahlguss (wenn erforderlich) | nnn = 100 × mittlerer prozentualer C-Gehalt des vorgeschriebenen Bereiches. Wenn kein Bereich für den Kohlenstoffgehalt angegeben ist, muss die verantwortliche Stelle von einem passenden repräsentativen Wert ausgehen. | - a = Chemische Symbole für die den Stahl charakterisierenden Legierungselementec, gefolgt von n-n = Zahlen, getrennt durch Bindestriche, die den mittleren prozentualen Gehalt der Elemente, multipliziert mit den nachstehenden Faktoren entsprechen. | - a = Chemische Symbole für die den Stahl charakterisierenden Legierungselementec, gefolgt von n-n = Zahlen, getrennt durch Bindestriche, die den mittleren prozentualen Gehalt der Elemente, multipliziert mit den nachstehenden Faktoren entsprechen. | -             | -             | Tabellen 16 und 18   |
| - G = Stahlguss (wenn erforderlich) | nnn = 100 × mittlerer prozentualer C-Gehalt des vorgeschriebenen Bereiches. Wenn kein Bereich für den Kohlenstoffgehalt angegeben ist, muss die verantwortliche Stelle von einem passenden repräsentativen Wert ausgehen. | Element | Faktor | -             | -             | Tabellen 16 und 18   |
| - G = Stahlguss (wenn erforderlich) | nnn = 100 × mittlerer prozentualer C-Gehalt des vorgeschriebenen Bereiches. Wenn kein Bereich für den Kohlenstoffgehalt angegeben ist, muss die verantwortliche Stelle von einem passenden repräsentativen Wert ausgehen. | Cr, Co, Mn, Ni, Si, W | 4 | -             | -             | Tabellen 16 und 18   |
| - G = Stahlguss (wenn erforderlich) | nnn = 100 × mittlerer prozentualer C-Gehalt des vorgeschriebenen Bereiches. Wenn kein Bereich für den Kohlenstoffgehalt angegeben ist, muss die verantwortliche Stelle von einem passenden repräsentativen Wert ausgehen. | Al, Be, Cu, Mo, Nb, Pb, Ta, Ti, V, Zr | 10 | -             | -             | Tabellen 16 und 18   |
| - G = Stahlguss (wenn erforderlich) | nnn = 100 × mittlerer prozentualer C-Gehalt des vorgeschriebenen Bereiches. Wenn kein Bereich für den Kohlenstoffgehalt angegeben ist, muss die verantwortliche Stelle von einem passenden repräsentativen Wert ausgehen. | Ce, N, P, S | 100 | -             | -             | Tabellen 16 und 18   |
| - G = Stahlguss (wenn erforderlich) | nnn = 100 × mittlerer prozentualer C-Gehalt des vorgeschriebenen Bereiches. Wenn kein Bereich für den Kohlenstoffgehalt angegeben ist, muss die verantwortliche Stelle von einem passenden repräsentativen Wert ausgehen. | B | 1000 | -             | -             | Tabellen 16 und 18   |
| Legende - 1 = Hauptsymbole - 2 = Zusatzsymbole für Stähle - 3 = Zusatzsymbole für Stahlerzeugnisse - a n = Ziffer, a = Buchstabe, an = alphanumerisch - b Zwecks Unterscheidung zwischen zwei Stahlsorten mit ähnlicher chemischer Zusammensetzung darf die Kennzahl für den Kohlenstoffgehalt um 1 erhöht werden. - c Die Reihenfolge der Symbole muss nach abnehmendem Wert des mittleren prozentualen Gehaltes angeordnet sein; wenn die Werte für den Gehalt von 2 oder mehr Elementen gleich sind, sind die entsprechenden Symbole in alphabetischer Reihenfolge anzugeben. | | | |               |               |                      |

| Beispiele für Kurznamen für unlegierte Stähle mit mittlerem Mn-Gehalt von ≥ 1 % | Beispiele für Kurznamen für unlegierte Stähle mit mittlerem Mn-Gehalt von ≥ 1 % |
| Norm                                                                            | Kurzname nach EN 10027-1                                                        |
| ------------------------------------------------------------------------------- | ------------------------------------------------------------------------------- |
| EN 10028-2                                                                      | 13CrMo4-5                                                                       |
| EN 10028-4                                                                      | 13MnNi6-3                                                                       |
| EN 10083-2                                                                      | 28Mn6                                                                           |
| EN 10083-3                                                                      | 27MnCrB5-2                                                                      |
| EN 10087                                                                        | 11SMnPb30                                                                       |

Beispiel: 30NiCrMo12-6 ist ein Stahl mit 0,3 % Kohlenstoff (0,3=30:100), 3 % Nickel (Ni: 3=12:4), 1,5 % Chrom (Cr: 1,5=6:4) und geringem, nicht angegebenem Anteil Molybdän (Mo).
Um sich merken zu können, welcher Faktor bei welchen Elementen angewandt wird, gibt es einige Eselsbrücken:
- für den Faktor 4:
  - „Chrom Connte Man Nicht Sicher Wahrnehmen.“
  - „Man Sieht Nie 4 Weiße CroCodile.“
  - „Wo Sieht Man das CroCodil ? Am Nil – es hat 4 Beine.“
- für den Faktor 10:
  - „AlCuMoTaTiV“
  - „Alle 10 Cubaner Mochten Tante Tinas Vogel“
- für den Faktor 100: „Mit 100 P S Nach Celle“. Hier steht Celle sowohl für C als auch für Ce.

#### Nichtrostende und andere legierte Stähle (ausgenommen Schnellarbeitsstähle)
| 1 | 1 | 1 | 2 | 2 | 3                    |
| G \| X \| n \| n \| n \| a … \| n-n … | G \| X \| n \| n \| n \| a … \| n-n … | G \| X \| n \| n \| n \| a … \| n-n … | an …a | an …a | + an +an …a          |
| PM \| X \| n \| n \| n \| a … \| n-n … | PM \| X \| n \| n \| n \| a … \| n-n … | PM \| X \| n \| n \| n \| a … \| n-n … | an …a | an …a | + an +an …a          |
| Hauptsymbole | Hauptsymbole | Hauptsymbole | Zusatzsymbole | Zusatzsymbole | Zusatzsymbole        |
| Buchstabe | Kohlenstoffgehaltb | Legierungselemente | Für Stahld | Für Stahld | Für Stahlerzeugnisse |
| Buchstabe | Kohlenstoffgehaltb | Legierungselemente | Gruppe 1 | Gruppe 2 | Für Stahlerzeugnisse |
| --- | --- | --- | --- | --- | -------------------- |
| - G = Stahlguss (wenn erforderlich) - PM = Pulvermetallurgie (wenn für Werkzeugstähle erforderlich) - X = Mittlerer Gehalt mindestens eines Legierungselementes ≥ 5 % | nnn = 100 × mittlerer prozentualer C-Gehalt des vorgeschriebenen Bereiches. Wenn kein Bereich für den Kohlenstoffgehalt angegeben ist, muss die verantwortliche Stelle von einem passenden repräsentativen Wert ausgehen. | - a = Chemische Symbole für die den Stahl charakterisierenden Legierungselementec, gefolgt von n-n = Zahlen, getrennt durch Bindestriche, die den mittleren, auf die nächste ganze Zahl gerundeten prozentualen Gehalt der Elemente angeben. | - a = Chemisches Zeichen, durch einen Bindestrich getrennt, für ein den Stahl charakterisierendes Element, dessen Gehalt im Bereich von 0,20 % bis 1,0 %, gefolgt von n = 10 × mittlerer Gehalt des Legierungselementes | - a = Chemisches Zeichen, durch einen Bindestrich getrennt, für ein den Stahl charakterisierendes Element, dessen Gehalt im Bereich von 0,20 % bis 1,0 %, gefolgt von n = 10 × mittlerer Gehalt des Legierungselementes | Tabellen 16 und 18   |
| Legende - 1 = Hauptsymbole - 2 = Zusatzsymbole für Stähle - 3 = Zusatzsymbole für Stahlerzeugnisse - a n = Ziffer, a = Buchstabe, an = alphanumerisch - b Zwecks Unterscheidung zwischen zwei Stahlsorten mit ähnlicher chemischer Zusammensetzung darf die Kennzahl für den Kohlenstoffgehalt um 1 erhöht werden. - c Die Reihenfolge der Symbole muss nach abnehmendem Wert des mittleren prozentualen Gehaltes angeordnet sein; wenn die Werte für den Gehalt von 2 oder mehr Elementen gleich sind, sind die entsprechenden Symbole in alphabetischer Reihenfolge anzugeben. - d Ein Beispiel ist aufgeführt für einen Stahl mit hohem Stickstoffgehalt (siehe unten). | | | | |                      |

| Beispiele für Kurznamen für nichtrostende und andere legierte Stähle | Beispiele für Kurznamen für nichtrostende und andere legierte Stähle |
| Norm                                                                 | Kurzname nach EN 10027-1                                             |
| -------------------------------------------------------------------- | -------------------------------------------------------------------- |
| EN ISO 4957                                                          | X100CrMoV5                                                           |
| EN ISO 4957                                                          | X38CrMoNb38                                                          |
| EN 10088-2                                                           | X10CrNi18-8                                                          |
| EN 10088-2                                                           | X6CrMoNb17-1                                                         |
| EN 10088-2                                                           | X5CrNiCuNb16-4                                                       |
| Nicht genormt                                                        | X30NiCrN15-1-N5                                                      |

Beispiel: X12CrNi18-8 ist ein Stahl mit 0,12 % Kohlenstoff, 18 % Chrom (Cr) und 8 % Nickel (Ni).

#### Schnellarbeitsstähle
| 1 | 1 | 2                                                                                                   | 2             | 3                    |
| PM \| HS \| n-n … | PM \| HS \| n-n … | a(a)a                                                                                               | a(a)a         | +an +an …a           |
| Hauptsymbole | Hauptsymbole | Zusatzsymbole                                                                                       | Zusatzsymbole | Zusatzsymbole        |
| Buchstabe | Gehalt der Legierungselemente | Für Stahl                                                                                           | Für Stahl     | Für Stahlerzeugnisse |
| Buchstabe | Gehalt der Legierungselemente | Gruppe 1                                                                                            | Gruppe 2      | Für Stahlerzeugnisse |
| --- | --- | --------------------------------------------------------------------------------------------------- | ------------- | -------------------- |
| - PM = Pulvermetallurgie (wenn für Werkzeugstähle erforderlich) - HS = Schnellarbeitsstahl | n-n = Zahlenb, die durch Bindestriche getrennt den prozentualen Gehalt der Legierungselemente in folgender Reihenfolge angeben: - Wolfram (W) - Molybdän (Mo) - Vanadium (V) - Cobalt (Co) | a(a) = Symbol(e) der (des) Elemente(s) mit höherem Gehalt (bei einer ansonsten gleichen Stahlsorte) | -             | Tabelle 18           |
| Legende - 1 = Hauptsymbole - 2 = Zusatzsymbole für Stähle - 3 = Zusatzsymbole für Stahlerzeugnisse - a n = Ziffer, a = Buchstabe, an = alphanumerisch - b Jede Zahl gibt den auf die nächste ganze Zahl gerundeten mittleren prozentualen Gehalt des jeweiligen Elementes an. | | |               |                      |

| Beispiele für Kurznamen für Schnellarbeitsstähle | Beispiele für Kurznamen für Schnellarbeitsstähle |
| Norm                                             | Kurzname nach EN 10027-1                         |
| ------------------------------------------------ | ------------------------------------------------ |
| EN ISO 4957                                      | HS2-9-1-8                                        |
| EN ISO 4957                                      | HS6-5-2                                          |
| EN ISO 4957                                      | HS6-5-2C                                         |

Schnellarbeitsstähle (Kurzzeichen HS (früher HSS Hochleistungsschnellschnittstahl)) zeichnen sich durch hohe Verschleißbeständigkeit, Anlassbeständigkeit und Warmhärte bis 600 °C aus. Sie werden z. B. als Räumnadeln, Spiralbohrer, Fräswerkzeug, Drehmeißel und Wendeschneidplatten verwendet.
Der Kohlenstoffgehalt liegt meist zwischen 0,8 und 1,4 %, einige Sorten haben Gehalte von 2,1 %.
Bezeichnung nach EN ISO 4957 (Werkzeugstähle): Kennbuchstaben HS und nachfolgend Zahlen, die in der Reihenfolge W, Mo, V und Co die Massenanteile in ganzen, gerundeten Zahlen angeben.
Beispiel: HS2-10-1-8
- HS: Schnellarbeitsstahl
- 2: 2 % W (Wolfram)
- 10: 10 % Mo (Molybdän)
- 1: 1 % V (Vanadium)
- 8: 8 % Co (Cobalt)

Auch bei den Schnellarbeitsstählen kann man das Lernen der beteiligten Elemente über Eselsbrücken erleichtern.
- „WoMoVaCo“
- „Wer moechte viel Cola?“

- „Weil Montag voll cool ist.“

Manchmal findet sich noch die Bezeichnung S, gefolgt von drei bis vier Ziffern. Sind nur drei Ziffern angegeben, so ist kein Cobalt im Schnellarbeitsstahl enthalten.
Beispiel: S6-5-2
- 6 % W (Wolfram)
- 5 % Mo (Molybdän)
- 2 % V (Vanadium)
- 0 % Co (Cobalt)

In S6-5-2 ist wie in fast allen Schnellarbeitsstählen zudem noch etwa 4 % Chrom enthalten, was aus der Kurzbezeichnung allerdings genauso wenig wie der C-Gehalt hervorgeht.

### Zusatzsymbole
| Symbola | Bedeutung                                                |
| --- | -------------------------------------------------------- |
| +CH | Mit Kernhärtbarkeit                                      |
| +H | Mit Härtbarkeit                                          |
| +Z15 | Mindestbrucheinschnürung senkrecht zur Oberfläche = 15 % |
| +Z25 | Mindestbrucheinschnürung senkrecht zur Oberfläche = 25 % |
| +Z35 | Mindestbrucheinschnürung senkrecht zur Oberfläche = 35 % |
| a Die Symbole werden durch Pluszeichen (+) von den vorhergehenden getrennt. Diese Symbole stehen im Grunde als für den Stahl kennzeichnende Sonderanforderungen. Aus praktischer Erwägung werden sie jedoch wie Zusatzsymbole für Stahlerzeugnisse behandelt. |                                                          |

| Symbola                                                                     | Bedeutung                                                            |
| --------------------------------------------------------------------------- | -------------------------------------------------------------------- |
| +A                                                                          | Feueraluminiert                                                      |
| +AS                                                                         | Mit einer Al-Si-Legierung überzogen                                  |
| +AZ                                                                         | Mit einer Al-Zn-Legierung überzogen (> 50 % Al)                      |
| +CE                                                                         | Elektrolytisch spezialverchromt (ECCS)                               |
| +CU                                                                         | Kupferüberzug                                                        |
| +IC                                                                         | Anorganische Beschichtung                                            |
| +OC                                                                         | Organisch beschichtet                                                |
| +S                                                                          | Feuerverzinkt                                                        |
| +SE                                                                         | Elektrolytisch verzinkt                                              |
| +T                                                                          | Schmelztauchveredelt mit einer Blei-Zinn-Legierung (Terne)           |
| +TE                                                                         | Elektrolytisch mit einer Blei-Zinn-Legierung (Terne) überzogen       |
| +Z                                                                          | Feuerverzinkt                                                        |
| +ZA                                                                         | Mit einer Zn-Al-Legierung überzogen (> 50 % Zn)                      |
| +ZE                                                                         | Elektrolytisch verzinkt                                              |
| +ZF                                                                         | Diffusionsgeglühte Zinküberzüge (galvannealed, mit diffundiertem Fe) |
| +ZM                                                                         | Schmelztauchveredelt mit einem Zink-Magnesium-Überzug                |
| +ZN                                                                         | Zink-Nickel-Überzug (elektrolytisch)                                 |
| a Die Symbole werden durch Pluszeichen (+) von den vorhergehenden getrennt. |                                                                      |

| Symbola                                                                                           | Bedeutung                                                                           |
| ------------------------------------------------------------------------------------------------- | ----------------------------------------------------------------------------------- |
| +A                                                                                                | Weichgeglüht                                                                        |
| +AC                                                                                               | Geglüht zur Erzielung kugeliger Carbide                                             |
| +AR                                                                                               | Wie gewalzt (ohne jegliche besonderen Walz- und / oder Wärmebehandlungsbedingungen) |
| +AT                                                                                               | Lösungsgeglüht                                                                      |
| +C                                                                                                | Kaltverfestigt                                                                      |
| +Cnnn                                                                                             | Kaltverfestigt auf eine Mindestzugfestigkeit von nnn MPab                           |
| +CPnnn                                                                                            | Kaltverfestigt auf eine 0,2 %-Dehngrenze von nnn MPab                               |
| +CR                                                                                               | Kaltgewalzt                                                                         |
| +DC                                                                                               | Lieferzustand dem Hersteller überlassen                                             |
| +FP                                                                                               | Behandelt auf Ferrit-Perlit-Gefüge und Härtespanne                                  |
| +HC                                                                                               | Warm-kalt-geformt                                                                   |
| +I                                                                                                | Isothermisch behandelt                                                              |
| +LC                                                                                               | Leicht kalt nachgezogen bzw. leicht nachgewalzt (Skin passed)                       |
| +M                                                                                                | Thermomechanisch umgeformt                                                          |
| +N                                                                                                | Normalgeglüht oder normalisierend umgeformt                                         |
| +NT                                                                                               | Normalgeglüht und angelassen                                                        |
| +P                                                                                                | Ausscheidungsgehärtet                                                               |
| +Q                                                                                                | Abgeschreckt                                                                        |
| +QA                                                                                               | Luftgehärtet                                                                        |
| +QO                                                                                               | Ölgehärtet                                                                          |
| +QT                                                                                               | Vergütet                                                                            |
| +QW                                                                                               | Wassergehärtet                                                                      |
| +RA                                                                                               | Rekristallisationsgeglüht                                                           |
| +S                                                                                                | Behandelt auf Kaltscherbarkeit                                                      |
| +SR                                                                                               | Spannungsarmgeglüht                                                                 |
| +T                                                                                                | Angelassen                                                                          |
| +TH                                                                                               | Behandelt auf Härtespanne                                                           |
| +U                                                                                                | Unbehandelt                                                                         |
| +WW                                                                                               | Warmverfestigt                                                                      |
| - a Die Symbole werden durch Pluszeichen (+) von den vorhergehenden getrennt. - b 1 MPa = 1 N/mm2 |                                                                                     |

### Stahlguss
Als Stahlguss bezeichnet man Stahlsorten, die zum direkten Guss in ihre endgültige Form vorgesehen sind (ohne nennenswerte Umformprozesse).
Bezeichnung:
- Entsprechend der niedriglegierten Stähle, jedoch mit vorgesetztem G.

Beispiel:  G-17CrMo5-5 ist ein Stahlguss mit 0,17 % Kohlenstoff, 1,25 % Chrom (Cr) und 0,5 % Molybdän (Mo) nach Norm.
- Hochlegiert entsprechend:

Beispiel: GX210CrNiMo18-8 wäre ein hochlegierter Stahlguss mit 2,1 % Kohlenstoff, 18 % Chrom, 8 % Nickel, geringer Anteil Molybdän
- unlegiert ähnlich wie bei den Stählen für den Maschinenbau

Beispiel: GE395 ist ein Stahlguss mit einer Streckgrenze von 395 N/mm²

### Weitere übliche Klassifizierungen
In der Literatur finden sich häufig geläufige, nachstehend aufgeführte Ordnungskriterien, in denen Begriffsbestimmung nach EN 10020 und Stahlbezeichnung nach EN 10027 vermischt sind und zu Missverständnissen führen können.

#### Unlegierte Stähle

##### Massenstähle für Maschinenbau und Stahlbau
Diese Stähle sind heute nach EN 10027 getrennt in Stähle für den Stahlbau und Maschinenbaustähle:
- Bei den Stählen nach EN 10025-2 handelt es sich bei allen Stahlsorten um unlegierte Qualitätsstähle nach EN 10020.
- Bei den Stählen nach EN 10025-3 (Feinkornbaustähle) sind die Sorten S275 und S355 unlegierte Qualitätsstähle, die Sorten S420 und S460 legierte Edelstähle nach EN 10020.
- Bei den Stählen nach EN 10025-4 (thermomechanisch gewalzte Feinkornbaustähle) sind alle Sorten legierte Edelstähle nach EN 10020 bis auf die Sorte S275 (unlegierter Stahl).
- Bei den Stählen nach EN 10025-5 (wetterfeste Baustähle) sind alle Sorten legierte Edelstähle nach EN 10020.
- Bei den Stählen nach EN 10025-6 (Stähle mit höherer Streckgrenze im vergüteten Zustand) sind alle Sorten legierte Edelstähle nach EN 10020.

Diese Stähle unter einer Kennzeichnung nach EN 10027 müssen also verschiedenen Klassen bzw. Hauptgüteklassen nach EN 10020 zugeordnet werden.

##### Unlegierte Qualitätsstähle
Beispielsweise finden sich in der EN 10083-2 (unlegierte Vergütungsstähle) nach EN 10027 sowohl Qualitätsstähle als auch Edelstähle nach EN 10020:
- Mn-Gehalt < 1 %
- Mn-Gehalt ≥ 1 %

Nicht alle Stähle einer Kennzeichnung nach EN 10027 gehören also zu der gleichen Klasse bzw. Hauptgüteklasse.

##### Unlegierte Edelstähle
Beispielsweise finden sich in der EN 10083-2 (unlegierte Vergütungsstähle) nach EN 10027 sowohl Edelstähle als auch Qualitätsstähle nach EN 10020:
- Mn-Gehalt < 1 %
- Mn-Gehalt ≥ 1 %

Nicht alle Stähle einer Kennzeichnung nach EN 10027 gehören also zu der gleichen Klasse bzw. Hauptgüteklasse.

#### Legierte Stähle

##### Mikrolegierte Stähle
Die mikrolegierten Stähle (Feinkornbaustähle) zählen heute nach EN 10027 zu den Stählen für den Stahlbau nach EN 10025-3; die Sorten S275 und S355 sind unlegierte Qualitätsstähle, die Sorten S420 und S460 legierte Edelstähle nach EN 10020.

##### Niedriglegierte Stähle
Diese Bezeichnung gehört nicht zu den Klassen bzw. Hauptgüteklassen nach EN 10020 und dient lediglich zur Abgrenzung von den „hochlegierten“ Stählen nach EN 10027. Niedriglegierte Stähle enthalten in der Regel weniger als 5 % Legierungselemente wie Chrom, Molybdän oder Nickel, was ihnen eine gute Kombination aus Festigkeit und Schweißbarkeit verleiht. Sie werden häufig im MAG-Schweißen eingesetzt, etwa bei der Fertigung von Baustählen oder im Maschinenbau, da sie mit Schutzgasen wie CO₂ oder Mischgasen effizient verarbeitet werden können.

##### Hochlegierte Stähle
Diese Bezeichnung (Stähle mit „X“ als erstem Zeichen im Werkstoffnamen) gehört nicht zu den Klassen bzw. Hauptgüteklassen nach EN 10020 und dient lediglich zur Abgrenzung von den „niedriglegierten“ Stählen nach EN 10027. Hochlegierte Stähle weisen einen Legierungsanteil von mehr als 5 % auf, insbesondere Chrom, Nickel oder Molybdän, was ihnen hervorragende Korrosionsbeständigkeit und hohe mechanische Eigenschaften verleiht, wie sie etwa bei rostfreien Stählen im MAG-Schweißen mit speziellen Schutzgasen wie Argon-Mischungen gefordert werden. Sie finden Anwendung in anspruchsvollen Bereichen wie der Chemietechnik oder der Lebensmittelindustrie.

## Werkstoffnummern nach EN 10027-2
Werkstoffnummern werden in Europa vom Stahlinstitut VDEh vergeben.
Bezeichnung: X.YYZZ(AA) mit
- X: Hauptgruppe
- Y: Sortennummern
- Z: Zählnummern
- A: Erweiterte Zählnummern, wenn es die Zunahme der Anzahl der Stahlsorten erforderlich macht.

Die Hauptgruppe X für Stahl und Stahlgusssorten lautet „1“. Die Sortennummern YY dienen der Klassifizierung, die beiden Zählnummern ZZ werden chronologisch vergeben.
Beispiele:
1.7218 übersetzt sich in [Stahl], [Edelstahl mit Cr und < 0,35 Massenprozent Mo], [0,25 Massenprozent C, 1,0 % Cr, 0,65 % Mn]. Der Kurzname wäre 25 CrMo 4.
Eine bekannte Werkstoffnummer in der Stahlbranche ist die 1.4301, die dem ersten nichtrostendem Stahl zugeordnet wurde. Sein Kurzname lautet X5CrNi18-10.
Nach der zurückgezogenen DIN-Norm DIN 17007-2:1961–09 waren zusätzlich die Stellen 6 als Stahlgewinnungsverfahren und 7 als Behandlungszustand genormt, meist wurde darauf aber verzichtet.
Bedeutung der Werkstoffnummern nach DIN EN 10027-2 Bezeichnungssysteme für Stähle – Teil 2: Nummernsystem; Deutsche Fassung EN 10027-2:2015 (2015-07):
| unlegierte Stähle | unlegierte Stähle | unlegierte Stähle | unlegierte Stähle | unlegierte Stähle                                                           |                 |                 | legierteStähle                     | legierteStähle                                                    | legierteStähle                                                | legierteStähle                              | legierteStähle                                                   | legierteStähle                              | legierteStähle                                      | legierteStähle                                                                                      |
| Grundstähle | Grundstähle       | Qualitätsstähle   | Qualitätsstähle   | Edelstähle                                                                  | Qualitätsstähle | Qualitätsstähle | Edelstähle                         | Edelstähle                                                        | Edelstähle                                                    | Edelstähle                                  | Edelstähle                                                       | Edelstähle                                  | Edelstähle                                          | Edelstähle                                                                                          |
| --- | ----------------- | ----------------- | ----------------- | --------------------------------------------------------------------------- | --------------- | --------------- | ---------------------------------- | ----------------------------------------------------------------- | ------------------------------------------------------------- | ------------------------------------------- | ---------------------------------------------------------------- | ------------------------------------------- | --------------------------------------------------- | --------------------------------------------------------------------------------------------------- |
| |                   |                   |                   |                                                                             |                 |                 | Werkzeugstähle                     | verschiedene Stähle                                               | nichtrostende und hitzebeständige Stähle                      | Bau-, Maschinenbau- und Druckbehälterstähle | Bau-, Maschinenbau- und Druckbehälterstähle                      | Bau-, Maschinenbau- und Druckbehälterstähle | Bau-, Maschinenbau- und Druckbehälterstähle         | Bau-, Maschinenbau- und Druckbehälterstähle                                                         |
| 00 | 90                |                   |                   | 10 Stähle mit besonderen physikalischen Eigenschaften                       |                 |                 | 20 Cr                              | 30                                                                | 40 nichtrostende Stähle mit < 2,5 % Ni ohne Mo, Nb und Ti     | 50 Mn, Si, Cu                               | 60 Cr, Ni mit ≥ 2,0 %, Cr < 3 % Cr                               | 70 Cr, Cr-B                                 | 80 Cr-Si-Mo, Cr-Si-Mn-Mo, Cr-Si-Mo-V, Cr-Si-Mn-Mo_V | 80 Cr-Si-Mo, Cr-Si-Mn-Mo, Cr-Si-Mo-V, Cr-Si-Mn-Mo_V                                                 |
| Grundstähle |                   |                   |                   | 10 Stähle mit besonderen physikalischen Eigenschaften                       |                 |                 | 20 Cr                              | 30                                                                | 40 nichtrostende Stähle mit < 2,5 % Ni ohne Mo, Nb und Ti     | 50 Mn, Si, Cu                               | 60 Cr, Ni mit ≥ 2,0 %, Cr < 3 % Cr                               | 70 Cr, Cr-B                                 | 80 Cr-Si-Mo, Cr-Si-Mn-Mo, Cr-Si-Mo-V, Cr-Si-Mn-Mo_V | 80 Cr-Si-Mo, Cr-Si-Mn-Mo, Cr-Si-Mo-V, Cr-Si-Mn-Mo_V                                                 |
| |                   | 01                | 91                | 11 Bau-, Maschinenbau- und Druckbehälterstähle mit < 0,50 %                 |                 |                 | 21 Cr-Si, Cr-Mn, Cr-Mn-Si          | 31                                                                | 41 nichtrostende Stähle mit < 2,5 % Ni und Mo, ohne Nb und Ti | 51 Mn-S, Mn-Cr                              | 61                                                               | 71 Cr-Si, Cr-Mn, Cr-Mn-B,Cr-Si-Mn           | 81 Cr-Si-V, Cr-Mn-V, Cr-Si-Mn-V                     | 81 Cr-Si-V, Cr-Mn-V, Cr-Si-Mn-V                                                                     |
| Allgemeine Baustähle mit Rm < 500 MPa |                   |                   |                   | 11 Bau-, Maschinenbau- und Druckbehälterstähle mit < 0,50 %                 |                 |                 | 21 Cr-Si, Cr-Mn, Cr-Mn-Si          | 31                                                                | 41 nichtrostende Stähle mit < 2,5 % Ni und Mo, ohne Nb und Ti | 51 Mn-S, Mn-Cr                              | 61                                                               | 71 Cr-Si, Cr-Mn, Cr-Mn-B,Cr-Si-Mn           | 81 Cr-Si-V, Cr-Mn-V, Cr-Si-Mn-V                     | 81 Cr-Si-V, Cr-Mn-V, Cr-Si-Mn-V                                                                     |
| |                   | 02                | 92                | 12 Bau-, Maschinenbau- und Druckbehälterstähle mit C ≥ 0,50 %               |                 |                 | 22 Cr-V Cr-V-Si, Cr-V-, Cr-V-Mn-Si | 32 Schnellarbeitsstähle mit Co                                    | 42                                                            | 52 Mn-Cu, Mn-V, Si-V, Mn-Si-V               | 62 Ni-Si, Ni-Mn, Ni-Cu                                           | 72 Cr-Mo mit < 0,35 % Mo, Cr-Mo-B           | 82 Cr-Mo-W, Cr-Mo-W-V                               | 82 Cr-Mo-W, Cr-Mo-W-V                                                                               |
| sonstige, nicht für eine Wärmebehandlung bestimmte Baustähle mit Rm < 500 MPa |                   |                   |                   | 12 Bau-, Maschinenbau- und Druckbehälterstähle mit C ≥ 0,50 %               |                 |                 | 22 Cr-V Cr-V-Si, Cr-V-, Cr-V-Mn-Si | 32 Schnellarbeitsstähle mit Co                                    | 42                                                            | 52 Mn-Cu, Mn-V, Si-V, Mn-Si-V               | 62 Ni-Si, Ni-Mn, Ni-Cu                                           | 72 Cr-Mo mit < 0,35 % Mo, Cr-Mo-B           | 82 Cr-Mo-W, Cr-Mo-W-V                               | 82 Cr-Mo-W, Cr-Mo-W-V                                                                               |
| |                   | 03                | 93                | 13 Bau-, Maschinenbau- und Druckbehälterstähle mit besonderen Anforderungen |                 |                 | 23 Cr-Mo, Cr-Mo-V, Cr-Mo.V         | 33 Schnellarbeitsstähle ohne Co                                   | 43 nichtrostende Stähle mit ≥ 25 % Ni ohne Mo, Nb und Ti      | 53 Mn-Ti, Si-Ti                             | 63 Ni-Mo, Ni-Mo-Mn, Ni-Mo-Cu, Ni-Mo-V, Ni-Mn-V                   | 73 Cr-Mo mit ≥ 0,35 % Mo                    | 83                                                  | 83                                                                                                  |
| Stähle mit im Mittel < 0,12 % C oder Rm < 400 MPa |                   |                   |                   | 13 Bau-, Maschinenbau- und Druckbehälterstähle mit besonderen Anforderungen |                 |                 | 23 Cr-Mo, Cr-Mo-V, Cr-Mo.V         | 33 Schnellarbeitsstähle ohne Co                                   | 43 nichtrostende Stähle mit ≥ 25 % Ni ohne Mo, Nb und Ti      | 53 Mn-Ti, Si-Ti                             | 63 Ni-Mo, Ni-Mo-Mn, Ni-Mo-Cu, Ni-Mo-V, Ni-Mn-V                   | 73 Cr-Mo mit ≥ 0,35 % Mo                    | 83                                                  | 83                                                                                                  |
| |                   | 04                | 94                | 14                                                                          |                 |                 | 24 W, Cr-W                         | 34 verschleißfeste Stähle                                         | 44 nichtrostende Stähle mit ≥ 2,5 % Ni und Mo, ohne Nb und Ti | 54 Mo, Nb, Ti, V, W                         | 64                                                               | 74                                          | 84 Cr-Si-Ti, Cr-Mn-Ti, Cr-Si-Mn-Ti                  | 84 Cr-Si-Ti, Cr-Mn-Ti, Cr-Si-Mn-Ti                                                                  |
| Stähle mit im Mittel ≥ 0,12 % C < 0,25 % C oder Rm ≥ 400 MPa < 500 MPa |                   |                   |                   | 14                                                                          |                 |                 | 24 W, Cr-W                         | 34 verschleißfeste Stähle                                         | 44 nichtrostende Stähle mit ≥ 2,5 % Ni und Mo, ohne Nb und Ti | 54 Mo, Nb, Ti, V, W                         | 64                                                               | 74                                          | 84 Cr-Si-Ti, Cr-Mn-Ti, Cr-Si-Mn-Ti                  | 84 Cr-Si-Ti, Cr-Mn-Ti, Cr-Si-Mn-Ti                                                                  |
| |                   | 05                | 95                | 15 Werkzeugstähle                                                           |                 |                 | 25 W-V, Cr-W-V                     | 35 Wälzlagerstähle                                                | 45 nichtrostende Stähle mit Sonderzusätzen                    | 55 B, Mn-B, < 1,65 % Mn                     | 65 Cr-Ni-Mo mit < 0,4 % Mo und < 2 % Ni                          | 75 Cr-V mit < 2,0 % Cr                      | 85 Nitrierstähle                                    | 85 Nitrierstähle                                                                                    |
| Stähle mit im Mittel ≥ 0,25 % C < 0,55 % C oder Rm ≥ 500 MPa < 700 MPa |                   |                   |                   | 15 Werkzeugstähle                                                           |                 |                 | 25 W-V, Cr-W-V                     | 35 Wälzlagerstähle                                                | 45 nichtrostende Stähle mit Sonderzusätzen                    | 55 B, Mn-B, < 1,65 % Mn                     | 65 Cr-Ni-Mo mit < 0,4 % Mo und < 2 % Ni                          | 75 Cr-V mit < 2,0 % Cr                      | 85 Nitrierstähle                                    | 85 Nitrierstähle                                                                                    |
| |                   | 06                | 96                | 16 Werkzeugstähle                                                           |                 |                 | 26 W, außer Klassen 24, 25 und >27 | 36 Werkstoffe mit besonderen magnetischen Eigenschaften ohne Co   | 46 chemisch beständige und hochwarmfeste Ni-Legierungen       | 56 Ni                                       | 66 Cr-Ni-Mo mit < 0,4 % Mo + ≥ 2 % Ni < 3,5 % Ni                 | 76 Cr-V mit < 2,0 % Cr                      | 86                                                  | nicht für eine Wärmebehandlung beim Verbraucher bestimmte Stähle, hochfeste schweißgeeignete Stähle |
| Stähle mit im Mittel ≥ 0,55 % C oder Rm ≥ 700 MPa |                   |                   |                   | 16 Werkzeugstähle                                                           |                 |                 | 26 W, außer Klassen 24, 25 und >27 | 36 Werkstoffe mit besonderen magnetischen Eigenschaften ohne Co   | 46 chemisch beständige und hochwarmfeste Ni-Legierungen       | 56 Ni                                       | 66 Cr-Ni-Mo mit < 0,4 % Mo + ≥ 2 % Ni < 3,5 % Ni                 | 76 Cr-V mit < 2,0 % Cr                      | 86                                                  | nicht für eine Wärmebehandlung beim Verbraucher bestimmte Stähle, hochfeste schweißgeeignete Stähle |
| |                   | 07                | 97                | 17 Werkzeugstähle                                                           |                 |                 | 27 mit Ni                          | 37 Werkstoffe mit besonderen magnetischen Eigenschaften mit Co    | 47 hitzebeständige Stähle mit < 2,5 % Ni                      | 57 Cr-Ni mit < 1,0 % Cr                     | 67 Cr-Ni-Mo mit < 0,4 % Mo + ≥ 3,5 % Ni < 5 % Ni oder ≥ 0,4 % Mo | 77 Cr-Mo-V                                  | 87                                                  | nicht für eine Wärmebehandlung beim Verbraucher bestimmte Stähle, hochfeste schweißgeeignete Stähle |
| Stähle mit höherem P- oder S-Gehalt |                   |                   |                   | 17 Werkzeugstähle                                                           |                 |                 | 27 mit Ni                          | 37 Werkstoffe mit besonderen magnetischen Eigenschaften mit Co    | 47 hitzebeständige Stähle mit < 2,5 % Ni                      | 57 Cr-Ni mit < 1,0 % Cr                     | 67 Cr-Ni-Mo mit < 0,4 % Mo + ≥ 3,5 % Ni < 5 % Ni oder ≥ 0,4 % Mo | 77 Cr-Mo-V                                  | 87                                                  | nicht für eine Wärmebehandlung beim Verbraucher bestimmte Stähle, hochfeste schweißgeeignete Stähle |
| |                   |                   |                   | 18 Werkzeugstähle                                                           | 08              | 98              | 28 sonstige                        | 38 Werkzeuge mit besonderen magnetischen Eigenschaften ohne Ni    | 48 hitzebeständige Stähle mit ≥ 2,5 % Ni                      | 58 Cr-Ni mit ≥ 1,0 % Cr < 1,5 % Cr          | 68 Cr-Ni-V, Cr-Ni-W, Cr-Ni-V-W                                   | 78                                          | 88                                                  | nicht für eine Wärmebehandlung beim Verbraucher bestimmte Stähle, hochfeste schweißgeeignete Stähle |
| Stähle mit besonderen physikalischen Eigenschaften |                   |                   |                   | 18 Werkzeugstähle                                                           |                 |                 | 28 sonstige                        | 38 Werkzeuge mit besonderen magnetischen Eigenschaften ohne Ni    | 48 hitzebeständige Stähle mit ≥ 2,5 % Ni                      | 58 Cr-Ni mit ≥ 1,0 % Cr < 1,5 % Cr          | 68 Cr-Ni-V, Cr-Ni-W, Cr-Ni-V-W                                   | 78                                          | 88                                                  | nicht für eine Wärmebehandlung beim Verbraucher bestimmte Stähle, hochfeste schweißgeeignete Stähle |
| |                   |                   |                   | 19                                                                          | 09              | 99              | 29                                 | 39 >Werkstoffe mit besonderen physikalischen Eigenschaften mit Ni | 49 Werkstoffe mit erhöhten Temperatureigenschaften            | 59 Cr-Ni mit ≥ 1,5 % Cr < 2,0 % Cr          | 69 Cr-Ni, außer Klassen 57 bis 68                                | 79 Cr-Mn-Mo, Cr-Mn-Mo-V, Cr-Mn-Mo-Ni        | 89                                                  | nicht für eine Wärmebehandlung beim Verbraucher bestimmte Stähle, hochfeste schweißgeeignete Stähle |
| Stähle für verschiedene Anwendungsbereiche |                   |                   |                   | 19                                                                          |                 |                 | 29                                 | 39 >Werkstoffe mit besonderen physikalischen Eigenschaften mit Ni | 49 Werkstoffe mit erhöhten Temperatureigenschaften            | 59 Cr-Ni mit ≥ 1,5 % Cr < 2,0 % Cr          | 69 Cr-Ni, außer Klassen 57 bis 68                                | 79 Cr-Mn-Mo, Cr-Mn-Mo-V, Cr-Mn-Mo-Ni        | 89                                                  | nicht für eine Wärmebehandlung beim Verbraucher bestimmte Stähle, hochfeste schweißgeeignete Stähle |
| Fußnoten zu Tabelle 1: - a Die Einteilung der Stahlgruppen steht im Einklang mit der Einteilung der Stähle nach EN 10020. - b In den Feldern der Tabelle sind folgende Angaben enthalten: - die Stahlgruppennummer (oben links); - die kennzeichnenden Merkmale der unter der betreffenden Nummer erfassten Stahlgruppe; - Rm = Zugfestigkeit. Die für die chemische Zusammensetzung und die Zugfestigkeit angegebenen Grenzwerte gelten als Orientierung. |                   |                   |                   |                                                                             |                 |                 |                                    |                                                                   |                                                               |                                             |                                                                  |                                             |                                                     | |

## Weitere Bezeichnungen
Die Bezeichnung der Stähle ist eindeutig definiert. Die vorgesehenen Kennzeichnungen wurden jedoch in den letzten Jahren mehrfach geändert. Weiterhin werden für bestimmte Stähle Markennamen sowie traditionelle Bezeichnungen wie St 52, V2A, Invar und Nirosta verwendet, wodurch die Benennung der Stähle etwas verwirrend erscheint. In den USA werden Stahlsorten nach dem System des American Iron and Steel Institute (AISI) bezeichnet.